# Втрати військової техніки у російсько-українській війні (з 2014)

## Бронетехніка та артилерія

### Україна
21 вересня 2014 року, Президент України Петро Порошенко в інтерв'ю повідомив, що підрозділи українських військ, які брали участь в боях у зоні АТО, втратили багато техніки

| На 65 %, тепер я уже можу про це сказати, військова техніка, яка стояла на перших рубежах, повністю знищена. |
| — Петро Порошенко, 21 вересня 2014.                                                                          |

Станом на травень 2016 року, за даними щорічного звіту The Military Balance, Україна втратила значну частину техніки. Денис Попович з видання «Апостроф» зіставив дані The Military Balance за 2013 та 2016 рік і дістав таке порівняння:.
- На 2013 рік, як зазначалося у звіті, Україна мала 1 100 різних модифікацій танків Т-64 (у сховищах перебували 165 танків Т-80, 600 Т-72, 650 Т-64 і 20 Т-55), понад 3 тисячі ББМ (включно з 994 БМП-1 і 1434 БМП-2), а також 3 351 одиницю ствольної і реактивної артилерії.
- На 2016 рік, як зазначалося у звіті, Україна мала 788 танків (710 одиниць різних модифікацій Т-64, 70 танків Т-72, 8 танків Т-80БВ). Крім того, понад 1 300 танків перебували на зберіганні (у тому числі 10 новітніх танків Т-84 і 20 застарілих радянських танків Т-55). Україна мала також приблизно 1,5 тисячі ББМ, включаючи 250 БМП-1 і 1050 БМП-2 (крім тих, що перебували на озброєнні Високомобільних десантних військ і ВМС), а також 1 952 одиниці ствольної і реактивної артилерії.

Денис Попович зазначив, що просте порівняння обох документів засвідчує, що за останні два роки українська армія втратила понад 300 танків, понад половину ББМ, а також майже 50 % артилерійських систем.
У 2016 році видання CrowdStrike, посилаючись на дані The Military Balance, спершу зазначало, що Україна нібито втратила до 80 % гаубиць Д-30 у боях. Українські журналісти розкритикували подібний підхід, вказуючи на те, що CrowdStrike посилається на матеріал кримського блогера Бориса Рожина (Colonel Cassad), і засумнівалися, чи CrowdStrike користувалися справжнім звітом The Military Balance, випуск якого коштує 350 фунтів-стерлінгів. Після критики їхніх висновків і припущень, CrowdStrike вніс зміни до свого звіту, вказавши українські втрати гаубиць Д-30 на рівні 15—20 %.
За даними, що отримала агенція Defense Express від Міністерства оборони України, під час активних боїв на Донбасі 2014-2016 років бойові пошкодження отримали 2 576 одиниць бронетанкового озброєння і техніки (танки, БМП, бронетранспортери та інші броньовані машини), з них 391 одиниця не підлягали відновленню, тобто були втрачені.
| Рік    | Танки пошкоджені/знищені | БТР пошкоджені/знищені | БМП пошкоджені/знищені | Інше пошкоджені/знищені | Загалом пошкоджені/знищені |
| ------ | ------------------------ | ---------------------- | ---------------------- | ----------------------- | -------------------------- |
| 2014   | 475/69                   | 338/61                 | 1166/172               | 161/23                  | 2140/325                   |
| 2015   | 44/10                    | 78/4                   | 246/40                 | 42/7                    | 410/61                     |
| 2016   | 0/0                      | 23/3                   | 3/2                    | 0/0                     | 26/5                       |
| Всього | 519/79                   | 439/68                 | 1415/214               | 203/30                  | 2576/391                   |

Станом на червень 2022 року, згідно інтерв'ю заступника міністра оборони України із закупівель Дениса Шарапова та командувача логістики СВ ЗС України Володимира Карпенка, яке було надане National Defence, стало відомо, що внаслідок активних боїв у війні з Росією, Україна втратила до 50 % техніки. "На сьогодні ми маємо приблизно 30-40 %, а іноді й до 50 % втрат техніки внаслідок активних боїв. Таким чином, ми втратили приблизно 50 %. Втрачено близько 1300 БМП, 400 танків, 700 артсистем", - повідомив Карпенко.

### Російські сили
Станом на травень 2016 року за роки військової агресії на Донбасі російська армія зазнала значних втрат у бронетехніці й артилерії. Про це свідчать дані щорічного звіту The Military Balance-2016. Зокрема, 2014 року Збройні сили РФ мали приблизно 2 800 танків і ще 18 000 одиниць перебували на зберіганні, однак за даними 2016 року кількість танків у складі ЗС РФ скоротилася на 100 одиниць, а зі складів було забрано 500 танків. У 2014 році ЗС РФ мали понад 7 360 ББМ, а 2016 року — вже 5 400, причому найбільше було втрачено БМП-1 і БМП-2 — загалом 1 500 одиниць.
Станом на 20 липня 2022 року, за даними проєкту Oryx, від початку російського вторгнення в Україну російська армія втратила понад 8 тисяч одиниць різної військової техніки. Згідно повідомлення, російські агресори втратили в Україні щонайменше 8044 одиниць техніки. Всі втрати зафіксовані на фото чи відеоматеріалах. Збройним Силам України вдалось повністю знищити 4927 одиниць ворожої техніки, ще 2619 одиниць були захоплені українськими військовими. 300 одиниць техніки окупанти кинули самі, ще 198 одиниць було пошкоджено. Експертами було встановлено, що за період війни російські загарбники втратили 1748 бойових машин піхоти, з яких 1078 знищені, а 553 захоплені ЗС України. Також загарбники втратили 1504 танків (862 знищені, 522 захоплені), 718 бойових броньованих машин (439 знищені, 245 захоплені). Крім того, за період війни російські агресори втратили 154 реактивних систем залпового вогню і 80 зенітних ракетних комплексів.
Станом на 10 січня 2024 року, тобто за 23 місяці війни, російська армія втратила в Україні щонайменше 2619 танків. Зважаючи на те, що російські збройні сили вступили у війну в лютому 2022 року з 2987 танками, майже за два роки було знищено близько 90 % цієї кількості. Серед них – 1725 знищених, 145 пошкоджених, 205 покинутих та 544 захоплених танків Т-55, Т-62, Т-72, Т-80 та Т-90 (прим. – відомості наведені відповідно публікації у виданні Forbes (США) від 10.01.2024 року).

## Авіація (літаки, вертольоти)

### Україна
25 квітня 2014 року на аеродромі м. Краматорська Донецької області внаслідок пострілу проросійських бойовиків з ПТКР був знищений гелікоптер СВ ЗС України Мі-8.
2 травня 2014 року, поблизу м. Слов'янська Донецької області, бойовиками з ПЗРК були збиті два гелікоптери СВ ЗС України Мі-24, у результаті чого загинули п'ять осіб, один пілот отримав поранення та був взятий бойовиками у полон.
5 травня 2014 року поблизу м. Слов'янська в результаті обстрілу проросійськими військами з великокаліберного кулемета був пошкоджений гелікоптер СВ ЗС України Мі-24. Вертоліт приземлився в річку, екіпаж залишився живий і був евакуйований.
29 травня 2014 року неподалік м. Слов'янська проросійські бойовики збили гелікоптер НГУ Мі-8, який після розвантаження продуктів харчування та проведення ротації особового складу повертався з району Карачун-гори. Загинули 12 осіб: шість військовослужбовців НГУ, включаючи двох членів екіпажу гелікоптера та шість працівників спецпідрозділу МВС України, серед них — генерал-майор С. П. Кульчицький; одна людина отримала важкі поранення.
4 червня 2014 року поблизу м. Слов'янська в результаті обстрілу бойовиками з ПЗРК був підбитий гелікоптер СВ ЗС України Мі-24. Пошкоджений гелікоптер зумів приземлитися, екіпаж встиг покинути машину до того, як вона загорілася. Обидва члени екіпажу отримали поранення.
6 червня 2014 року, близько 17:00, в м. Слов'янську проросійськими бойовиками з центральної частини міста з ПЗРК був обстріляний літак Повітряних Сил ЗС України Ан-30Б, який вилетів з м. Миколаївки до Ізюму та виконував розвідувальний політ. Внаслідок пошкодження двигуна літак мало не впав на місто, однак пілоти вчасно зманеврували на лісовий масив поблизу населеного пункту. Загинуло п'ять чоловік, три члени екіпажу зазнали поранень.
14 червня 2014 року, приблизно о 01:10, під час посадки в аеропорту «Луганськ» проросійськими бойовиками був збитий з ПЗРК «Ігла» та великокаліберного кулемета військово-транспортний літак 25-ї військово-транспортної авіабригади Повітряних Сил ЗС України Іл-76МД. На борту літака перебувало 40 десантників 25-ї окремої Дніпропетровської повітряно-десантної бригади та 9 членів екіпажу. В результаті обстрілу весь екіпаж, що перебував на борту збитого літака, загинув. Трагедія стала найбільшою з початку антитерористичної операції і найбільшою одночасною втратою Збройних сил України за період незалежності України.
21 червня 2014 року в Зміївському районі Харківської області розбився гелікоптер ДСНС України Мі-8Т. У результаті аварії загинули три члени екіпажу.
24 червня 2014 року поблизу м. Слов'янська проросійські війська з ПЗРК збили гелікоптер СВ ЗС України Мі-8 невдовзі після його зльоту з району Карачун-гори. Гелікоптер повертався з блок-поста з фахівцями, що встановлювали апаратуру з метою організації моніторингу простору та фіксації фактів порушення перемир'я в зоні проведення антитерористичної операції. Загинули всі 9 осіб, що перебували на борту.
15 лютого 2017 року колишній заступник начальника Генерального Штабу ЗС України генерал-лейтенант у відставці Ігор Романенко повідомив, що «… на сьогодні в Україні вже збито 28 повітряних суден, серед яких 17 — із загиблими». Його слова процитували низка вітчизняних ЗМІ.
| №    | Назва                       | Бортовий номер | Формування                               | Дата знищення     | Обставини знищення |
| ---- | --------------------------- | -------------- | ---------------------------------------- | ----------------- | --- |
| 2014 |                             |                |                                          |                   | |
| 1    | Мі-8                        |                |                                          | 25 квітня 2014    | Вертоліт СВ ЗС України в результаті обстрілу російськими найманцями з гранатомета вибухнув на аеродромі м. Краматорська, жертв - немає. |
| 2    | Мі-24                       |                | 16 ОБрАА                                 | 2 травня 2014     | Збитий з кількох ПЗРК в ході бою за Слов'янськ, екіпаж з 3 осіб загинув. |
| 3    | Мі-24                       |                | 16 ОБрАА                                 | 2 травня 2014     | Збитий з кількох ПЗРК в ході бою за Слов'янськ, двоє членів екіпажу загинули, один був поранений і взятий в полон. |
| 4    | Мі-24                       |                |                                          | 5 травня 2014     | Збитий з великокаліберного кулемета в ході бою за Слов'янськ, екіпаж зумів посадити вертоліт і був евакуйований, пошкоджений вертоліт знищено українськими військовими. |
| 5    | Мі-8                        |                |                                          | 29 травня 2014    | Збитий поблизу м. Слов'янська, 12 осіб загинуло, один - був важко поранений. |
| 6    | Мі-24                       |                |                                          | 4 червня 2014     | Збитий з ПЗРК в ході бою за Слов'янськ, екіпаж зумів посадити вертоліт і евакуюватись до вибуху, двоє членів екіпажу були поранені. |
| 7    | Ан-30Б                      |                |                                          | 6 червня 2014     | Збитий пострілом з новітнього ПЗРК «Верба» поблизу м. Слов'янська. Двоє з п'яти членів екіпажу літака — загинули. |
| 8    | Іл-76МД                     |                |                                          | 14 червня 2014    | Збитий кількома ПЗРК при посадці на Луганський аеродром, загинуло 49 військовослужбовців, в тому числі 9 членів екіпажу. |
| 9    | Мі-8Т                       |                |                                          | 21 червня 2014    | Вертоліт МНС, задіяний в рамках АТО, розбився поблизу м. Чугуєва Харківської області. У результаті аварії загинули три члени екіпажу. |
| 10   | Мі-8                        |                | 16 ОБрАА                                 | 24 червня 2014    | Збитий з ПЗРК поблизу м. Слов'янська, 9 осіб загинуло. |
| 11   | Су-25                       |                |                                          | 2 липня 2014      | Розбився при заході на посадку в Дніпропетровському аеропорту, пілот катапультувався. |
| 12   | Ан-26                       | 19 (синій)     | 456 БрТрА                                | 14 липня 2014     | Збитий з ЗРК поблизу кордону з Росією, два пілоти загинули. |
| 13   | Су-25М1                     | 03 (синій)     | 299 БрТА                                 | 16 липня 2014     | Пошкоджено ракетним ударом з російського винищувача МіГ-29 з боку території Росії. Завдяки майстерності українського пілота, виконаних ним протиракетних маневрів прямого влучення у літак і його знищення не відбулося. Ракета влучила у сопло двигуна і пілот здійснив аварійну посадку. Літак збережений. |
| 14   | Су-25М1                     | 04 (синій)     |                                          | 23 липня 2014     | Збитий в районі нп Дмитрівка (Шахтарський район) поблизу Савур-Могили. |
| 15   | Су-25                       | 33 (синій)     |                                          | 23 липня 2014     | Збитий в районі нп Дмитрівки поблизу Савур-Могили. |
| 16   | МіГ-29                      |                |                                          | 7 серпня 2014     | Збитий терористами пострілом із ЗРК в районі с. Жданівка Донецької області. |
| 17   | Мі-8                        |                | 16 ОБрАА                                 | 7 серпня 2014     | Санітарний вертоліт, задіяний в рамках АТО, збитий терористами в районі Савур-Могили. |
| 18   | МіГ-29                      |                |                                          | 17 серпня 2014    | Збитий терористами на території Сорокинського району Луганської області. |
| 19   | Мі-24                       |                |                                          | 20 серпня 2014    | Збитий терористами в районі смт Георгіївка Лутугинського району Луганської області під час виконання бойового завдання, члени екіпажу загинули. |
| 20   | Су-24М                      |                |                                          | 20 серпня 2014    | Збитий в районі смт Новосвітлівки Луганської області. |
| 21   | Су-25М1                     | 08 (синій)     | 299 БрТА                                 | 29 серпня 2014    | Збитий в районі смт Старобешеве російським зенітно-ракетним комплексом після виконання завдання зі знищення техніки та живої сили проросійських угруповань та російських підрозділів вторгнення для підтримки виходу українських військ з оточення під Іловайськом Пілот Владислав Волошин зміг катапультуватися і згодом вийти до українських позицій. |
| 2017 |                             |                |                                          |                   | |
| 22   | Мі-2                        |                |                                          | 27 березня 2017   | Військовий гелікоптер Мі-2 зазнав авіакатастрофи неподалік м. Краматорська Донецької області. За попередньою версією, падіння повітряного судна сталось внаслідок зіткнення з лінією електропередач. |
| 2022 |                             |                |                                          |                   | |
| 23   | Су-25 (штурмовик)           | 19             |                                          | 24 лютого 2022    | В ході відбиття російського вторгнення в Україну, командир авіаційної ескадрильї 299 БрТА підполковник Олександр Жибров, який пілотував літак, поблизу смт Чаплинки на Херсонщині встиг скинути бомби на колону ворожої понтонної техніки, що прямувала з Криму до м. Херсону. Після цього, вже охоплений полум'ям літак, упав прямо на цю ж колону. Тіло загиблого пілота біля уламків літака знайшли місцеві жителі тимчасово окупованої Херсонської області, де він і був похований. |
| 24   | Військовий літак            |                |                                          | 24 лютого 2022    | Зазнав авіакатастрофи неподалік с. Жуківці Обухівського району Київської області. На борту літака перебувало 14 чоловік, 5 з яких - загинули. |
| 25   | Су-25 (штурмовик)           |                |                                          | 14 березня 2022   | Згідно з повідомленням пресслужби ГУР МО України, літак був збитий над м. Волновахою на Донеччині. Пілот катапультувався та потрапив у полон, але 24 квітня 2022 року повернувся на підконтрольну Україні територію. |
| 26   | МіГ-29                      |                |                                          | 23 березня 2022   | Згідно з повідомленням Департаменту внутрішньої безпеки Національної поліції України, літак був збитий окупантами в повітрі на території Тетерівської сільської громади на Житомирщині. Пілот Дмитро Чумаченко ціною власного життя відвів літак від сільських будинків та направив його у лісосмугу. Першими на місце трагедії дістались мешканці села Дениші, які замість того, щоб викликати на місце події поліцію та допомогти транспортувати рештки пілота, розмародерили літак. Національною поліцією України проводиться низка експертиз, за результатами яких зловмисникам буде оголошена підозра. |
| 27   | Ан-26                       |                |                                          | 22 квітня 2022    | Аварія Ан-26 сталася в Запорізькій області. За попередньою інформацією літак, який виконував технічний рейс, зачепив ЛЕП, внаслідок чого спалахнув двигун. На борту перебували троє пілотів, один з яких загинув, двох було доставлено до лікувального закладу. |
| 28   | МіГ-29                      |                |                                          | 12 жовтня 2022    | Згідно з повідомленням ДБР, відомство з’ясовує обставини падіння військового літака у Вінницькій області, яке трапилось 12 жовтня 2022 року близько 21:00 у час оголошення сигналу «повітряна тривога». За попередньою інформацією, військовий льотчик виконував бойове завдання щодо знищення ворожих БПЛА. Йому вдалося збити 5 дронів-камікадзе «Shahed-136». За однією із версій слідства, поблизу смт Турбів, під час знищення чергового об’єкту, уламки збитого ворожого безпілотника зачепили кабіну українського літака. Пілот скерував винищувач МіГ-29 у поле, аби уникнути масштабних руйнувань та жертв серед цивільного населення. Пілот встиг катапультуватися та був госпіталізований. |
| 29   | Су-24М                      | 59 (синій)     |                                          | 12 жовтня 2022    | Згідно з повідомленням речника Повітряних Сил ЗС України Юрія Ігната, Командування Повітряних Сил ЗС України підтвердило втрату літака СУ-24М. Речник повідомив, що бомбардувальник підтримував наступальні дії на східному напрямку, де завдавав ударів по ворогу. Зі слів речника, вже повертаючись з виконання бойового завдання літак був уражений ракетою. Екіпаж ухвалив рішення повернутися на аеродром базування, проте не долетів та зазнав катастрофи на території Полтавської області. Пілоти катапультувалися, але один із них не вижив. Разом з тим, 13.10.2022 року, голова Полтавської ОВА Дмитро Лунін під час відеоконференції із журналістами повідомив, що за попередні два дні на території Полтавської області впали два українські літаки. За словами Луніна, 11 та 12 жовтня у Шишацькій громаді розбилися два літаки, обидва вони були українськими. |
| 2023 |                             |                |                                          |                   | |
| 30   | Eurocopter EC225 Super Puma | 54             | Спеціальний авіаційний загін ОРС ЦЗ ДСНС | 18 січня 2023     | Зазнав авіакатастрофи о 08:20 в м. Броварах Київської області. В результаті падіння вертольоту ДСНС ЕС-225 поряд із дитсадком, загинули всі десятеро людей, які перебували на борту вертольоту: семеро членів оперативної групи МВС, серед яких міністр внутрішніх справ України Денис Монастирський, його перший заступник Євгеній Єнін та держсекретар відомства Юрій Лубкович, а також троє членів екіпажу. Станом на 15:45, 18.01.2023 року, пошуково-рятувальні роботи на місці авіакатастрофи було завершено та стало відомо про 14 загиблих, серед яких одна дитина, а також 25 людей постраждали, зокрема 11 дітей. |
| 31   | Су-25                       |                | 299 БрТА                                 | 27 січня 2023     | Згідно з повідомленням пресцентру 299 БрТА Повітряних Сил ЗС України, український штурмовик Су-25 був збитий ворожим винищувачем у районі населеного пункту Шабельківки Краматорського району Донецької області. Пілот загинув смертю Героя. |
| 32   | Bayraktar TB2               |                |                                          | 4 травня 2023     | Згідно з повідомленням пресцентру Повітряних Сил ЗС України, безпілотник втратив керування під час планового польоту в Київській області. З метою недопущення небажаних наслідків в результаті його падіння, було прийнято рішення про застосування розрахунків мобільних вогневих груп на його знищення, БПЛА було збито над м. Києвом. |
| 33   | Військовий літак            |                |                                          | до 10 червня 2023 | Згідно з повідомленням речника Повітряних Сил ЗС України, на початку червня 2023 року Україна втратила на фронті один літак, але не 20, як стверджує Росія. |
| 2024 |                             |                |                                          |                   | |
| 34   | F-16                        |                |                                          | 26 серпня 2024    | Згідно повідомлення Генерального штабу Збройних Сил України, під час відбиття ракетного удару з боку РФ по території України, зазнав катастрофи багатоцільовий винищувач F-16. Пілот винищувача Олексій Месь («Moonfish») — загинув. Причини та обставини катастрофи винищувача F-16 — розслідуються. |
| 2025 |                             |                |                                          |                   | |
| 35   | F-16                        |                |                                          | 12 квітня 2025    | Згідно повідомлення Повітряних Сил ЗС України, під час виконання бойового завдання, на борту багатоцільового винищувача F-16 загинув пілот майор Павло Іванов. |
| 36   | F-16                        |                |                                          | 16 травня 2025    | Згідно повідомлення Повітряних Сил ЗС України, близько 03:30, з літаком F-16 було втрачено зв’язок. Пілот українського винищувача виконував завдання з відбиття повітряної атаки росіян, однак на борту літака виникла нештатна ситуація, в результаті чого, пілот - успішно катапультувався. |
| 37   | F-16                        |                |                                          | 29 червня 2025    | Згідно повідомлення Повітряних Сил ЗС України, в ході відбиття нічної масованої повітряної атаки з боку РФ, пілот підполковник Максим Устименко застосував увесь комплекс бортового озброєння та збив 7 повітряних цілей. Під час відпрацювання останньої – його літак зазнав ушкоджень і почав втрачати висоту. Пілот відвів винищувач від населеного пункту, але катапультуватись не встиг та загинув. |
| 38   | Mirage 2000                 |                |                                          | 22 липня 2025     | Згідно повідомлення Повітряних Сил ЗС України, під час виконання польотного завдання на українському літаку Mirage-2000 сталася відмова авіаційної техніки, в результаті чого винищувач зазнав аварії. Пілоту вдалося катапультуватися, пошуково-рятувальна команда знайшла льотчика, його стан - стабільний. |
|      |                             |                |                                          |                   | |

### Російська Федерація
Станом на 3 липня 2023 року, згідно звернення Президента України - Верховного Головнокомандувача Збройних Сил України Володимира Зеленського на честь Дня зенітних ракетних військ Повітряних Сил ЗС України, воїнами ЗРВ Повітряних Сил ЗС України в Україні вже збито понад 3000 цілей: понад 180 літаків, понад 130 вертольотів, майже 40 балістичних та понад тисячу крилатих російських ракет, понад 1600 БПЛА різних типів.
| 2025            |                                               |                             | |
| 757             | Су-30СМ                                       | 14 серпня 2025              | Впав в море в районі південно-східніше острова Зміїний. Також зазначалося, що на поверхні моря знайшли уламки літака, при цьому пілотів виявлено не було. |
| 756             | Су-30СМ                                       | 4 серпня 2025               | Знищений в результаті ударів БПЛА по військовому аеродрому «Саки» в ТОТ АРК, ще один Су-30СМ — суттєво пошкоджено. Також уражено три літаки Су-24. |
| 755             | Су-27УБ                                       | 26 липня 2025               | Згідно повідомлення ГУР МО України, літак згорів у Краснодарському краї РФ на аеродромі «Армавір». |
| 754             | Мі-8                                          | 28 червня 2025              | Знищений на аеродромі «Кіровське» в ТОТ АРК. |
| 753             | Мі-26                                         | 28 червня 2025              | Знищений на аеродромі «Кіровське» в ТОТ АРК. |
| 752             | Мі-28                                         | 28 червня 2025              | Знищений на аеродромі «Кіровське» в ТОТ АРК. |
| 751 750 749     | Су-34                                         | 27 червня 2025              | Знищено три літаки (згоріли повністю) та два пошкоджено (згоріли частково) в результаті ударів БПЛА по військовому аеродрому «Маринівка» у Волгоградській області (РФ). |
| 748             | Су-25                                         | 13 червня 2025              | Збитий т.зв. "дружнім вогнем" свого ж літака на околицях тимчасово окупованого міста Соледар Донецької області. |
| 747             | МіГ-31К                                       | 9 червня 2025               | Знищений в результаті ударів БПЛА по військовому аеродрому «Саваслейка» в Нижньогородській області (РФ). |
| 746             | Су-30/34                                      | 9 червня 2025               | Знищений в результаті ударів БПЛА по військовому аеродрому «Саваслейка» в Нижньогородській області (РФ). |
| 745             | Су-35C                                        | 7 червня 2025               | Знищений українським літаком F-16 в повітряному просторі поблизу селища Юрасове на Курському напрямку. Пілоту вдалося катапультуватися і вижити. |
| 744             | А-50У                                         | 1 червня 2025               | Знищений на авіабазі «Іваново» за допомогою тактичних ударних FPV-дронів в ході операції «Павутина». |
| 743 742 741 740 | Ту-22М3                                       | 1 червня 2025               | Знищені на авіабазі «Біла» в Іркутській області (РФ) за допомогою тактичних ударних FPV-дронів в ході операції «Павутина». |
| 739 738 737     | Ту-95                                         | 1 червня 2025               | Знищені на авіабазі «Біла» в Іркутській області (РФ) за допомогою тактичних ударних FPV-дронів в ході операції «Павутина». Ще один Ту-95, ймовірно, був пошкоджений. |
| 736             | Ан-12                                         | 1 червня 2025               | Знищений на авіабазі «Оленья» в Мурманській області (РФ) за допомогою тактичних ударних FPV-дронів в ході операції «Павутина». |
| 735 734 733 732 | Ту-95                                         | 1 червня 2025               | Знищені на авіабазі «Оленья» в Мурманській області (РФ) за допомогою тактичних ударних FPV-дронів в ході операції «Павутина». |
| 731             | Мі-28                                         | 31 травня 2025              | Знищений партизанами на територію 344-го Центру бойового застосування та перенавчання льотного складу армійської авіації РФ поблизу м. Торжок Тверської області. |
| 730             | Ка-52                                         | 16 травня 2025              | Уражений підрозділом «Баліста» за допомогою тактичного ударного FPV-дрона з дистанційним підривом БпАК «Bombus». |
| 729             | Су-25                                         | 13 травня 2025 (орієнтовно) | Згідно повідомлення пресслужби ОСУВ «Хортиця», ворожий літак збито з ПЗРК «Ігла» силами 58 ОМПБр. |
| 728             | Су-30                                         | 3 травня 2025               | Згідно повідомлення Президента України - Верховного Головнокомандувача Збройних Сил України Володимира Зеленського, в результаті операції Сил оборони України на території тимчасово окупованого Криму було знищено ще один російський літак, другий за добу. |
| 727             | Су-30                                         | 2 травня 2025               | Згідно повідомлення ГУР МО України багатоцільовий винищувач Су-30 знищений ракетами класу «повітря-повітря» з інфрачервоним наведенням AIM-9, які були запущені з українського безпілотного катера «Magura V7» за 50 км від Новоросійська (РФ). |
| 726             | Су-30СМ                                       | 23 квітня 2025 (орієнтовно) | Згідно повідомлення ГУР МО України багатоцільовий винищувач Су-30СМ (борт.ном. 35) знищений в результаті підпалу на території аеродрому «Ростов-на-Дону Центральний». |
| 725             | Ту-22М3                                       | 7 квітня 2025 (орієнтовно)  | Згідно повідомлення Головнокомандувача ЗС України Олександра Сирського, українські сили за допомогою безпілотника успішно знищили на території РФ дальній стратегічний бомбардувальник Ту-22М3. |
| 724             | Ту-22М3                                       | 2 квітня 2025               | Згідно повідомлення МО РФ, літак розбився в Іркутській області Росії, екіпаж катапультувався, один пілот загинув. |
| 723 722         | Мі-8                                          | 24 березня 2025             | Знищені за допомогою реактивної артилерійської системи Himars в Білгородській області (РФ). |
| 721 720         | Ка-52                                         | 24 березня 2025             | Знищені за допомогою реактивної артилерійської системи Himars в Білгородській області (РФ). |
| 719             | Су-25                                         | 8 лютого 2025               | Збитий силами зведеного зенітно-ракетного підрозділу 28 ОМБр та 57 ОБ Сил ТрО на околицях міста Торецька Донецької області. |
| 2024            |                                               |                             | |
| 718 717         | Мі-8                                          | 31 грудня 2024              | Збиті у Чорному морі в районі мису Тарханкут тимчасово окупованого Криму в результаті застосування ракет Р-73 «SeeDragon» з морського дрона Magura V5. |
| 716             | Ка-52                                         | 18 грудня 2024              | Збитий, ймовірно, в результаті т.зв. "дружнього вогню", екіпаж — загинув. |
| 715             | Су-30                                         | 14 грудня 2024              | Згідно повідомлення пресслужби ГУР МО України, винищувач Су-30 було знищено на військовому аеродромі «Кримськ» у Краснодарському краї РФ. |
| 714             | Ан-72                                         | 12 грудня 2024              | Згідно повідомлення пресслужби ГУР МО України, військово-транспортний літак, що належав військово-морському флоту держави-агресора, знищений на аеродромі «Остаф’єво» у Московській області в результаті вибуху та детонації основної силової установки. |
| 713             | Мі-24                                         | 10 листопада 2024           | Згідно повідомлення пресслужби ГУР МО України, в ніч з 9 на 10 листопада, на аеродромі «Клін-5» у Московській області (РФ) був спалений ворожий штурмовий гелікоптер Мі-24. |
| 712             | Ка-52                                         | 7 листопада 2024            | Збитий на передньому краї оборони за допомогою FPV-дрона, загинув один член екіпажу (командира вертольота), штурману — вдалося вижити. |
| 711             | Військовий вертольот                          | 26 жовтня 2024              | Розбився у Керченській протоці в результаті відмови техніки. |
| 710             | Су-34                                         | 12 жовтня 2024              | Згідно повідомлення командувача Сухопутних військ Збройних Сил України, за тиждень з 6 по 13 жовтня втрати російських загарбників в Україні склали один літак та гелікоптер. |
| 709             | Мі-8                                          | 10 жовтня 2024              | Збитий у повітряному просторі України на території Харківської області. |
| 708             | БПЛА С-70 «Охотник-Б»                         | 5 жовтня 2024               | Збитий в районі відповідальності Костянтинівської МВА на Донеччині. |
| 707             | Су-25                                         | 2 жовтня 2024               | Збитий в районі Бахмуту, ймовірно в результаті т.зв. "дружнього вогню", пілот — загинув. |
| 706             | Су-30СМ                                       | 10 вересня 2024             | Збитий вночі з ПЗРК над морем під час проведення операції зі встановлення контролю над однією з газовидобувних платформ, яку проводили ССО. Літак належав до 43-го окремого морського штурмового авіаційного полку (в/ч 59882, м. Саки). |
| 705             | Су-25                                         | 27 серпня 2024              | Збитий з ПЗРК на Краматорському напрямку, коли намагався вести обстріл позицій підрозділів Сил оборони. |
| 704             | Су-34                                         | 14 серпня 2024              | Знищений силами і засобами зенітних ракетних військ Повітряних Сил ЗС України на території Курської області (РФ). |
| 703             | МіГ-31К/И                                     | 13 серпня 2024              | Знищений в результаті ударів БПЛА по військовому аеродрому «Саваслейка» в Нижньогородській області (РФ). |
| 702 701         | Іл-76                                         | 13 серпня 2024              | Знищені в результаті ударів БПЛА по військовому аеродрому «Саваслейка» в Нижньогородській області (РФ). |
| 700             | Ка-52                                         | 10 серпня 2024              | Знищений на території Курської області (РФ). Вертольот був уражений українськими військовими з американського ПЗРК «Стінгер», екіпаж було ліквідовано. |
| 699             | Мі-8                                          | 9 серпня 2024               | Здійснив екстрену посадку на території Курської області (РФ) після зіткнення з FPV-дроном, який влучив у хвостовий гвинт гелікоптера. |
| 698             | Ка-52                                         | 6 серпня 2024               | Знищений на території Курської області (РФ). За даними росЗМІ, штурман загинув. |
| 697             | Су-34                                         | 3 серпня 2024               | Знищений в ніч на 03.08.2024 року в результаті спецоперації українських військових по аеродрому «Морозовськ». |
| 696             | Су-25                                         | 3 серпня 2024               | Знищений в ніч на 03.08.2024 року в результаті спецоперації українських військових по аеродрому «Морозовськ». |
| 695             | Мі-8                                          | 31 липня 2024               | Вертоліт Росгвардії зазнав катастрофи над Донецьком. |
| 694 693         | Ту-22М3                                       | 27 липня 2024               | Згідно повідомлення ГУР МО України, під час атаки на військовий аеродром «Оленья» в Мурманській області РФ було пошкоджено два стратегічні бомбардувальники Ту-22М3 (борт. ном. 33 та 31). |
| 692             | Су-25                                         | 23 липня 2024               | Ворожий штурмовик було знищено на Донеччині силами та засобами 110 ОМБр, – про це повідомив у відеозверненні Президент України - Верховний Головнокомандувач Збройних Сил України. |
| 691             | Су-25                                         | 19 липня 2024               | Ворожий штурмовик було знищено на Покровському напрямку силами та засобами 110 ОМБр, – про це повідомили в Оперативно-стратегічному угрупованні військ "Хортиця". |
| 690             | Су-25                                         | 7 липня 2024                | Ворожий штурмовик було знищено на Покровському напрямку силами та засобами 110 ОМБр. |
| 689             | Мі-28                                         | 5 липня 2024                | Здійснив екстрену посадку та згорів на території Азовського району Ростовської області (РФ) після зіткнення з FPV-дроном, який влучив у хвостовий гвинт гелікоптера. |
| 688             | Су-25                                         | 28 червня 2024              | Збитий з ПЗРК «Ігла» силами 31 бригади НГУ на Донецькому напрямку. |
| 687             | Ка-29                                         | 22 червня 2024              | Ворожий корабельний транспортно-бойовий вертоліт збитий російським ППО в Анапі (РФ). |
| 686             | Су-25                                         | 10 червня 2024              | Ворожий штурмовик було знищено на Покровському напрямку силами та засобами 110 ОМБр. |
| 685 684         | Су-57                                         | 8 червня 2024               | Уражені на аеродромі «Ахтубінськ» в Астраханській області (РФ), що розташований за 589 км від лінії бойового зіткнення. Це перший в історії випадок бойового ураження цього типу літаків. |
| 683             | Су-25                                         | 25 травня 2024              | Ворожий штурмовик було знищено на Донецькому напрямку силами та засобами 110 ОМБр. |
| 682             | Су-25                                         | 23 травня 2024              | Ворожий штурмовик було знищено на Донецькому напрямку силами та засобами 110 ОМБр. |
| 681             | Су-25                                         | 22 травня 2024              | Згідно повідомлення Генерального штабу Збройних Сил України, ворожий штурмовик було знищено на Донеччині. |
| 680             | Су-25                                         | 18 травня 2024              | Ворожий штурмовик було знищено силами та засобами 110 ОМБр. |
| 679             | Військовий літак                              | 17 травня 2024              | Згідно повідомлення пресслужби Міністерства оборони України в добовому зведенні, літак знищений Силами оборони України. |
| 678 677         | Військові літаки                              | 16 травня 2024              | Згідно повідомлення пресслужби Міністерства оборони України, літаки знищені Силами оборони України. |
| 676             | Військовий вертольот                          | 16 травня 2024              | Згідно повідомлення пресслужби Міністерства оборони України, вертоліт знищений Силами оборони України. |
| 675             | Су-25                                         | 13 травня 2024              | Ворожий штурмовик було знищено підрозділом Сил оборони на Донеччині. |
| 674             | Ка-52 «Алігатор»                              | 13 травня 2024              | Знищений силами та засобами зенітного ракетно-артилерійського дивізіону 47 ОМБр. |
| 673             | Су-25                                         | 11 травня 2024              | Ворожий штурмовик було знищено на Авдіївському напрямку силами та засобами 110 ОМБр. |
| 672             | Су-25                                         | 9 травня 2024               | Ворожий штурмовик було знищено на Авдіївському напрямку. |
| 671             | Су-34                                         | 6 травня 2024               | Зазнав катастрофи в ході виконання бойового завдання у районі міста Валуйки в Бєлгородській області (РФ). Попередньо авіакатастрофа сталася внаслідок відмови двигуна. Екіпаж (2 особи) - катапультуватися не встиг. |
| 670             | Су-25                                         | 4 травня 2024               | Згідно повідомлення Президента України - Верховного Головнокомандувача Збройних Сил України Володимира Зеленського у вечірньому зверненні до українців, ворожий штурмовик було збито на Донеччині силами та засобами 110 ОМБр. |
| 669             | Ка-32                                         | 26 квітня 2024              | Згорів на стоянці міжнародного аеропорту Остафьєво в Новомосковському адміністративному окрузі міста Москви (РФ) в результаті операції, проведеної ГУР МОУ. |
| 668             | Ту-22М3                                       | 19 квітня 2024              | Згідно повідомлення командувача Повітряних Сил ЗС України, дальній стратегічний бомбардувальник-ракетоносець, який здійснював ракетну атаку проти України, було знищено зенітними ракетними підрозділами Повітряних Сил ЗС України у взаємодії з Головним управлінням розвідки МО України. Літак впав та згорів у Ставропольському краї (РФ).                                            |
| 667             | Ка-27                                         | 10 квітня 2024              | Близько 08:30 був знищений в м. Севастополі. |
| 666             | Су-27                                         | 28 березня 2024             | Загорівся та впав у море поблизу тиммчасово окупованого м. Севастополя. |
| 665             | А-50У (б/н 43) (р/н RF-50608)                 | 9 березня 2024              | Згідно повідомлення ГУР МО України, в результаті удару по Таганрозькому авіаційному науково-технічному комплексу ім. Берієва один літак А-50 отримав ймовірне пошкодження. |
| 664             | Ка-29                                         | 5 березня 2024              | Згідно повідомлення ГУР МО України, гелікоптер знищено разом з патрульним кораблем (корветом) «Сергій Котов» (проєкту 22160). |
| 663             | Су-34                                         | 2 березня 2024              | Згідно повідомлення пресслужби Повітряних Сил ЗС України, російський винищувач-бомбардувальник Су-34 знищений на Східному напрямку. |
| 662             | Су-34                                         | 1 березня 2024              | Згідно повідомлення командувача Повітряних Сил ЗС України, російський винищувач-бомбардувальник Су-34 знищений на Східному напрямку |
| 661             | Су-34                                         | 29 лютого 2024              | Згідно повідомлення командувача Повітряних сил ЗС України, збитий на Маріупольському напрямку |
| 660             | Су-34                                         | 29 лютого 2024              | Згідно повідомлення командувача Повітряних сил ЗС України, збитий на Авдіївському напрямку |
| 659             | Су-34                                         | 29 лютого 2024              | Згідно повідомлення командувача Повітряних Сил ЗС України, російський винищувач-бомбардувальник Су-34 знищений на Східному напрямку |
| 658             | Су-34                                         | 27 лютого 2024              | Згідно повідомлення командувача Повітряних Сил ЗС України, російський винищувач-бомбардувальник Су-34 знищений близько 14:00 на Східному напрямку. |
| 657             | Су-34                                         | 27 лютого 2024              | Згідно повідомлення командувача Повітряних Сил ЗС України, російський винищувач-бомбардувальник Су-34 знищений на Східному напрямку. |
| 656             | А-50У (б/н 42) (р/н RF-50610)                 | 23 лютого 2024              | Збитий близько 19:00, приблизно за 256 кілометрів від лінії фронту та впав на території Краснодарського краю (РФ). |
| 655             | Су-34                                         | 21 лютого 2024              | Згідно повідомлення командувача Повітряних Сил ЗС України, українські війська збили російський винищувач Су-34 на Східному напрямку. |
| 654             | Су-35C                                        | 19 лютого 2024              | Згідно повідомлення командувача Повітряних Сил ЗС України, два російські літаки, Су-34 та Су-35С, які завдавали ударів керованими авіабомбами по позиціях Збройних Сил України, були збиті на Східному напрямку. |
| 653             | Су-34                                         | 19 лютого 2024              | Згідно повідомлення командувача Повітряних Сил ЗС України, два російські літаки, Су-34 та Су-35С, які завдавали ударів керованими авіабомбами по позиціях Збройних Сил України, були збиті на Східному напрямку. |
| 652             | Су-34                                         | 18 лютого 2024              | Згідно повідомлення командувача Повітряних Сил ЗС України, ворожий винищувач-бомбардувальник було збито близько 06:00 на Східному напрямку. |
| 651             | Су-35C                                        | 17 лютого 2024              | Згідно повідомлення речника Повітряних Сил ЗС України, вранці 17 лютого підрозділи ППО на Сході України знищили два ворожі винищувачі-бомбардувальники Су-34 та один винищувач Су-35, які атакували керованими авіабомбами Авдіївський плацдарм та інші напрямки. |
| 650 649         | Су-34                                         | 17 лютого 2024              | Згідно повідомлення речника Повітряних Сил ЗС України, вранці 17 лютого підрозділи ППО на Сході України знищили два ворожі винищувачі-бомбардувальники Су-34 та один винищувач Су-35, які атакували керованими авіабомбами Авдіївський плацдарм та інші напрямки. |
| 648             | Ка-52 «Алігатор»                              | 7 лютого 2024               | Згідно повідомлення командувача Оперативно-стратегічного угруповання військ «Таврія», російський ударний вертоліт Ка-52 було збито з ПЗРК на Авдіївському напрямку. |
| 647             | Су-34                                         | 29 січня 2024               | Згідно повідомленням пресслужби МО України, ворожий винищувач-бомбардувальник був збитий у небі над Луганськкою областю. |
| 646             | Іл-22М11 (реєс. ном. RF-75106)                | 14 січня 2024               | Згідно повідомлення комітету з питань національної безпеки, оборони та розвідки у Верховній Раді України, близько 21:00, Україна підбила російський літак Іл-22М11, який перебував в повітряному просторі над Азовським морем. Знищення російського літака підтвердив Головнокомандувач Збройних сил України Валерій Залужний.                                                           |
| 645             | А-50                                          | 14 січня 2024               | Згідно повідомлення комітету з питань національної безпеки, оборони та розвідки у Верховній Раді України, близько 21:00, Україна збила російський літак ДРЛО А-50, який перебував в повітряному просторі над Азовським морем. Знищення російського літака підтвердив Головнокомандувач Збройних сил України Валерій Залужний.                                                            |
| 644             | Су-34                                         | 4 січня 2024                | Згідно повідомленням ГУР МО України, ворожий винищувач-бомбардувальник був спалений у м. Челябінську. |
| 2023            |                                               |                             | |
| 643             | Су-30СМ                                       | 24 грудня 2023              | Згідно повідомленням речника Командування Повітряних Сил ЗС України, ворожий винищувач був збитий у повітряному просторі над Чорним морем. |
| 642             | Су-34                                         | 24 грудня 2023              | Згідно повідомлення командувача Повітряних Сил ЗС України, ворожий винищувач-бомбардувальник був збитий на Маріупольському напрямку. |
| 641 ... 639     | Су-34                                         | 22 грудня 2023              | Згідно повідомлення командувача Повітряних Сил ЗС України, три російські винищувачі-бомбардувальники були збиті опівдні на Південному напрямку. |
| 638             | Су-25                                         | 17 грудня 2023              | Згідно повідомлення командувача Повітряних Сил ЗС України, ворожий літак було помилково збито російським зенітним комплексом на півдні України. |
| 637             | Су-24М                                        | 5 грудня 2023               | Згідно повідомлення командувача Повітряних Сил ЗС України, ворожий бомбардувальник збито в районі острова Зміїного. Ворожий літак скидав авіаційні бомби ФАБ з УМПК (універсальний модуль планування і корекції) в акваторію Чорного моря. |
| 636             | Су-25                                         | 14 листопада 2023           | Згідно повідомлення речника Об'єднаного пресцентру Сил оборони Таврійського напрямку, ворожий літак було збито на Авдіївському напрямку. |
| 635             | Су-25                                         | 2 листопада 2023            | Згідно повідомлення командувача оперативно-стратегічного угруповання військ «Таврія», ворожий літак було збито на Таврійському напрямку. |
| 634             | Су-25                                         | 29 жовтня 2023              | Згідно повідомлення спікера Державної прикордонної служби України, ворожий літак був збитий розрахунком ПЗРК прикордонного підрозділу в повітряному просторі України на Авдіївському напрямку (Донеччина). |
| 633             | Мі-8                                          | 18 жовтня 2023              | Згідно повідомлення, вертоліт був збитий в результаті т.зв. «дружнього вогню» із застосуванням ЗРК «ТОР-М2ДТ» та впав у Чорнек море. Три члени його екіпажу у військових званнях «капітанів» — загинули. |
| 632             | Су-25                                         | 18 жовтня 2023              | Згідно повідомлення командувача оперативно-стратегічного угруповання військ «Таврія», літак збитий у повітряному просторі України на Донеччині. Він став п'ятим літаком такого типу за 10 днів, який було збито на Сході. |
| 631             | Су-25                                         | 17 жовтня 2023              | Згідно повідомлення речника об'єднаного пресцентру Сил оборони Таврійського напрямку, літак збитий у повітряному просторі України на Донеччині. |
| 630 ... 622     | Військові вертольоти                          | 16 жовтня 2023              | Дев'ять гелікоптерів різних модифікацій були знищені та пошкоджені в ніч з 16 на 17 жовтня в ході операції DRAGONFLY («Бабка») на аеродромах тимчасово окупованих міст Бердянська та Луганська. |
| 621             | Су-25                                         | 15 жовтня 2023              | Згідно повідомлення командувача оперативно-стратегічного угруповання військ ЗС України «Таврія», літак був збитий у повітряному просторі України на Донеччині. |
| 620             | Мі-8                                          | 15 жовтня 2023              | Згідно повідомлення командувача Сухопутних військ Збройних Сил України, вертоліт збитий в повітряному просторі України силами підрозділу 25 ОПДБр. |
| 619             | Су-25                                         | 13 жовтня 2023              | Згідно повідомлення Генерального штабу Збройних Сил України, Сили оборони протягом доби знищили російський винищувач Су-25. |
| 618             | Су-25                                         | 10 жовтня 2023              | Збитий у повітряному просторі України. |
| 617             | Військовий літак                              | 6 жовтня 2023               | Збитий ППО російських військ в результаті т.зв. «дружнього вогню» поблизу тимчасово окупованого м. Маріуполя. |
| 616             | Військовий літак                              | 30 вересня 2023             | Збитий в повітряному просторі України. |
| 615             | Су-35                                         | 28 вересня 2023             | За даними повідомлення Міноборони Британії від 4 жовтня 2023 року, ППО російських військ, ймовірно, збила свій власний винищувач Су-35 в районі тимчасово окупованого м. Токмака на Запоріжжі. |
| 614             | Ка-52 «Алігатор»                              | 1 вересня 2023              | Впав в акваторії Азовського моря, приблизно за 1,5 кілометра від берегової лінії. |
| 613 ... 611     | ТУ-22М3                                       | 30 серпня 2023              | Знищені та виведені з ладу у глибокому тилу противника в ході спеціального бойового завдання ГУР МО України. |
| 610             | Ка-52 «Алігатор»                              | 17 серпня 2023              | Збитий орієнтовно о 07:40 пострілом з ПЗРК підрозділом 47 ОМБр в районі с. Роботиного Запорізької області. |
| 609             | Ка-52 «Алігатор»                              | 17 серпня 2023              | Збитий близько 06:00 силами підрозділу ЗРВ Повітряних Сил ЗС України в повітряному просторі України на Бахмутському напрямку. |
| 608             | Ка-52 «Алігатор»                              | 14 серпня 2023              | Збитий близько 05:00 за допомогою зенітних керованих ракет зенітно-ракетного підрозділу Повітряних Сил ЗС України в повітряному просторі України на Бахмутському напрямку. |
| 607             | Ка-52 «Алігатор»                              | 7 серпня 2023               | Знищений за допомогою ПЗРК підрозділом 47 ОМБр в селі Роботине Запорізької області. |
| 606             | Військовий літак                              | 30 липня 2023               | Збитий силами та засобами 93 ОМБр в повітряному просторі України. |
| 605             | Ка-52 «Алігатор»                              | 25 липня 2023               | Збитий о 07:43 розрахунком ПЗРК підрозділу 38 ОБрМП. |
| 604             | Військовий вертоліт                           | 10 липня 2023               | Збитий в повітряному просторі України. |
| 603             | Ка-52 «Алігатор»                              | 2 липня 2023                | Знищений за допомогою протитанкового ракетного комплексу Джавелін силами мобільного підрозділу протитанкістів 36 ОБрМП на Бердянському напрямку. |
| 602             | Су-25                                         | 28 червня 2023              | Збитий з ПЗРК «Ігла-1» силами зенітного ракетно-артилерійського дивізіону 10 ОГШБр. |
| 601             | Ка-52 «Алігатор»                              | 23 червня 2023              | Збитий близько 05:00 у повітряному просторі України на Донецькому напрямку. |
| 600             | Мі-24                                         | 21 червня 2023              | Збитий силами та засобами однієї з бригад СВ ЗС України в повітряному просторі України на Запорізькому напрямку. |
| 599             | Ка-52 «Алігатор»                              | 19 червня 2023              | Збитий близько 23:00 підрозділом зенітних ракетних військ Повітряних Сил ЗС України у повітряному просторі України на Донецькому напрямку. |
| 598             | Ка-52 «Алігатор»                              | 18 червня 2023              | Збитий силами та засобами підрозділу протиповітряної оборони СВ ЗС України у повітряному просторі України. |
| 597             | Ка-52 «Алігатор»                              | 18 червня 2023              | Збитий вночі силами та засобами підрозділу Повітряних Сил ЗС України у повітряному просторі України. |
| 596             | Ка-52 «Алігатор»                              | 17 червня 2023              | Збитий силами та засобами підрозділу Повітряних Сил ЗС України у повітряному просторі України. |
| 595             | Ка-52 «Алігатор»                              | 16 червня 2023              | Збитий близько 21:00 силами та засобами підрозділу Повітряних Сил ЗС України у повітряному просторі України на Донецькому напрямку. |
| 594             | Ка-52 «Алігатор»                              | 14 червня 2023              | Збитий силами та засобами підрозділу 36 ОБрМП у повітряному просторі України на Таврійському напрямку. |
| 593             | Ка-52 «Алігатор»                              | 12 червня 2023              | Збитий у повітряному просторі України. Зазначений Ка-52 — став 300 гелікоптером, який російські окупанти втратили під час російського вторгнення в Україну. |
| 592             | Су-25                                         | 6 червня 2023               | Збитий у повітряному просторі України. |
| 591             | Військовий вертоліт                           | 5 червня 2023               | Збитий в повітряному просторі України. |
| 590             | Су-25                                         | 25 квітня 2023              | Збитий силами та засобами підрозділу НГУ у повітряному просторі України в Запорізькій області. |
| 589             | Ка-52 «Алігатор»                              | 23 травня 2023              | Збитий пострілом з ПЗРК підрозділом 93 ОМБр на північному заході від м. Бахмуту на Донеччині. |
| 588             | Мі-8                                          | 22 травня 2023              | Зазнав катастрофи в районі смт Прохоровка за 50 кілометрів на північ від м. Бєлгорода (РФ), причина та місце падіння — уточнюється. |
| 587             | Мі-24                                         | 22 травня 2023              | Збитий з ПЗРК «Ігла-1» силами вогневої групи зенітного ракетно-артилерійського дивізіону 24 ОМБр поблизу смт Нью-Йорк на Донеччині. |
| 586             | Су-35                                         | 21 травня 2023              | Збитий над територіальними водами України поблизу узбережжя в Херсонській області. |
| 585             | Мі-8                                          | 20 травня 2023              | Пошкоджений вночі в результаті вибуху на аеродромі «Кача» поблизу Севастополя тимчасово окупованої території АР Крим на якому дислокується 318 окремий змішаний авіаційний полк РФ. |
| 584             | Мі-8                                          | 13 травня 2023              | Зазнав катастрофи в результаті збиття неподалік російсько-українського кордону у Брянській області (РФ), — про цей, імовірно знищений невстановлений вертоліт, було повідомлено речником Повітряних сил ЗС України в ефірі телемарафону. |
| 583             | Су-35                                         | 13 травня 2023              | Зазнав катастрофи вдень в результаті збиття неподалік російсько-українського кордону поблизу с. Шкрябіне Стародубського району Брянської області (РФ), пілот — загинув. |
| 582             | Су-34                                         | 13 травня 2023              | Зазнав катастрофи вдень в результаті збиття неподалік російсько-українського кордону поблизу с. Істровці Стародубського району Брянської області (РФ), два пілоти — загинули. |
| 581             | Мі-8МТПР1                                     | 13 травня 2023              | Зазнав катастрофи вдень в результаті збиття поблизу с. Волкустичі Унецького району Брянської області, три пілоти — загинули. На землі уламками пошкоджено дахи будівель п'яти домоволодінь, серед цивільних — один потерпілий. |
| 580             | Мі-8МТПР1                                     | 13 травня 2023              | Зазнав катастрофи вдень в результаті збиття поблизу м. Клинці Брянської області, три пілоти — загинули. |
| 579             | Мі-28                                         | 12 травня 2023              | Зазнав катастрофи о 15:42 (за Києвом) поблизу с. Світлого на території тимчасово окупованого Джанкойського району АР Крим, два пілоти — загинули. |
| 578             | Су-24                                         | 9 травня 2023               | Спалений партизанами на території авіаційного заводу компанії «Сухий» у м. Новосибірську. |
| 577             | Мі-24                                         | 22 квітня 2023              | Збитий в повітряному просторі України. |
| 576             | Ка-52 «Алігатор»                              | 20 квітня 2023              | Впав у море за 500 метрів від берега в районі бази відпочинку "Золотий берег" поблизу тимчасово окупованого смт Кирилівка Запорізької області. |
| 575             | Су-25                                         | 15 квітня 2023              | Збитий в повітряному просторі України. |
| 574             | Ка-52 «Алігатор»                              | 10 квітня 2023              | Збитий в повітряному просторі України. |
| 573             | Мі-24                                         | 10 квітня 2023              | Збитий силами і засобами підрозділу 110 ОМБр в повітряному просторі України на Авдіївському напрямку. |
| 572             | Су-25                                         | 7 квітня 2023               | Збитий силами і засобами одного з підрозділів протиповітряної оборони ДШВ ЗС України в районі м. Мар'їнки на Донеччині. |
| 571             | Ка-52 «Алігатор»                              | 5 квітня 2023               | Збитий військовослужбовцями 10 ОГШБр в повітряному просторі України на східному фронті. |
| 570             | Су-24М                                        | 29 березня 2023             | Збитий близько 01:30 в повітряному просторі України на Бахмутському напрямку. |
| 569             | Су-35                                         | 28 березня 2023             | Розбився під час приземлення на ЗПС в районі тимчасово окупованого м. Токмака Запорізької області. |
| 568             | Мі-24                                         | 24 березня 2023             | Збитий в повітряному просторі України. |
| 567             | Су-25                                         | 17 березня 2023             | Збитий з ПЗРК «Piorun» підрозділом 10 ОГШБр в районі с. Берестове Донецької області. |
| 566             | Військовий вертоліт                           | 16 березня 2023             | Збитий в повітряному просторі України. |
| 565             | Су-25                                         | 15 березня 2023             | Збитий в першій половині дня силами та засобами підрозділу 93 ОМБр у районі бойових дій поблизу м. Бахмуту Донецької області. |
| 564             | Військовий літак                              | 9 березня 2023              | Збитий в повітряному просторі України. |
| 563             | Су-25                                         | 6 березня 2023              | Збитий вночі з ПЗРК «Piorun» підрозділом НГУ в районі м. Бахмуту Донецької області. |
| 562             | Су-34                                         | 3 березня 2023              | Збитий близько 13:30 силами та засобами підрозділу 301 ЗРП ПвК «Схід» в повітряному просторі України (близько 20 км від лінії фронту) поблизу тимчасово окупованого м. Єнакієвого на Донеччині. Один пілот літака загинув, ще один – отримав поранення. |
| 561             | Су-25                                         | 2 березня 2023              | Збитий в повітряному просторі України. |
| 560             | Мі-24                                         | 2 березня 2023              | Збитий в повітряному просторі України. |
| 559             | Су-25                                         | 26 лютого 2023              | Збитий силами та засобами підрозділу 110 ОМБр в повітряному просторі України поблизу м. Авдіївки на Донеччині ,— про це у вечірньому зверненні до українців повідомив Президент України - Верховний Головнокомандувач Збройних Сил України Володимир Зеленський. |
| 558             | Мі-24                                         | 24 лютого 2023              | Збитий в повітряному просторі України. |
| 557             | Су-25                                         | 23 лютого 2023              | Впав і розбився поблизу с. Оріхове Валуйського району Бєлгородської області, яка межує з Україною. Також повідомлялося, що згідно обліку Генерального штабу Збройних Сил України, зазначений Су-25 — може бути 300 військовим літаком, який російські окупанти втратили під час російського вторгнення в Україну, починаючи з 24.02.2022 року.                                           |
| 556             | Су-25                                         | 19 лютого 2023              | Збитий в повітряному просторі України. |
| 555             | Ка-52 «Алігатор»                              | 15 лютого 2023              | Збитий в повітряному просторі України на східному фронті. |
| 554             | Су-25                                         | 13 лютого 2023              | Збитий о 18:03 з ПЗРК «Piorun» силами підрозділу Східного оперативно-територіального об'єднання НГУ в повітряному просторі України поблизу м. Бахмуту на Донеччині. |
| 553             | Су-24М                                        | 13 лютого 2023              | Збитий опівдні силами та засобами підрозділу зенітних ракетних військ Повітряних Сил ЗС України на східному напрямку. |
| 552             | Су-25                                         | 11 лютого 2023              | Збитий з ПЗРК іноземного виробництва силами підрозділу ДПСУ в повітряному просторі України поблизу м. Бахмуту на Донеччині. |
| 551             | Військовий вертоліт                           | 9 лютого 2023               | Збитий в повітряному просторі України. |
| 550             | Військовий вертоліт                           | 7 лютого 2023               | Збитий в повітряному просторі України. |
| 549             | Су-25                                         | 7 лютого 2023               | Збитий з ПЗРК силами підрозділу ДПСУ в небі поблизу м. Бахмуту на Донеччині. |
| 548             | Су-25                                         | 2 лютого 2023               | Збитий з ПЗРК «Ігла-1» силами вогневої групи зенітного ракетно-артилерійського дивізіону 3 БрОП НГУ поблизу м. Бахмуту на Донеччині. |
| 547             | Мі-8                                          | 27 січня 2023               | Збитий українськими Силами оборони в повітряному просторі України. |
| 546             | Су-25                                         | 27 січня 2023               | Збитий силами підрозділу зенітних ракетних військ 201 ЗРБр Повітряних Сил ЗС України на східному напрямку. |
| 545             | Мі-24                                         | 26 січня 2023               | Збитий з ПЗРК «Ігла-1» вогневою групою зенітного ракетно-артилерійського дивізіону НГУ в повітряному просторі України на південно-східній околиці м. Бахмуту. |
| 544             | Військовий літак                              | 25 січня 2023               | Збитий в повітряному просторі України. |
| 543             | Військовий вертоліт                           | 25 січня 2023               | Збитий в повітряному просторі України. |
| 542             | Су-25                                         | 25 січня 2023               | Збитий силами підрозділів зенітних ракетних військ Повітряних Сил ЗС України на східному напрямку. |
| 541             | Су-25                                         | 24 січня 2023               | Збитий підрозділом Сил оборони України на Бахмутському напрямку в Донецькій області. |
| 540 ... 538     | Військовий вертоліт                           | 24 січня 2023               | Знищені за півгодини протиповітряного бою з 00:00 по 00:30 годин підрозділами зенітних ракетних військ Повітряних Сил ЗС України на східному напрямку, всього за добу — 4 одиниці. |
| 537             | Військовий вертоліт                           | 23 січня 2023               | Знищений підрозділом зенітних ракетних військ Повітряних Сил ЗС України. |
| 536 535         | Су-25                                         | 23 січня 2023               | Збиті підрозділами зенітних ракетних військ Повітряних Сил ЗС України |
| 534             | Ка-52 «Алігатор»                              | 23 січня 2023               | Збитий силами української протиповітряної оборони в повітряному просторі України. |
| 533             | Ка-52 «Алігатор»                              | 18 січня 2023               | Збитий силами української протиповітряної оборони в повітряному просторі України. |
| 532             | Су-25                                         | 17 січня 2023               | Збитий близько 15:20 на східному напрямку в районі міста Соледара підрозділом зенітних ракетних військ Повітряних Сил ЗС України. |
| 531             | Су-25                                         | 12 січня 2023               | Знищений вранці на східному напрямку підрозділом зенітних ракетних військ Повітряних Сил ЗС України. |
| 530             | Ка-52 «Алігатор»                              | 11 січня 2023               | Збитий в повітряному просторі України. |
| 529             | Мі-24                                         | 8 січня 2023                | Збитий в повітряному просторі України. |
| 528             | Ка-52 «Алігатор»                              | 8 січня 2023                | Збитий в повітряному просторі України. |
| 527             | Військовий вертоліт                           | 8 січня 2023                | Збитий в повітряному просторі України. |
| 526             | Су-25                                         | 5 січня 2023                | Збитий силами протиповітряної оборони СВ ЗС України в повітряному просторі України поблизу с. Веселої Долини Бахмутського району на Донеччині. |
| 525             | Мі-8                                          | 5 січня 2023                | Збитий підрозділом зенітних ракетних військ Повітряних Сил ЗС України в повітряному просторі України. |
| 524             | Су-25                                         | 4 січня 2023                | Знищений підрозділом зенітних ракетних військ Повітряних Сил ЗС України в період від 11:00 до 16:00 в повітряному просторі України на східному напрямку. |
| 523             | Ка-52 «Алігатор»                              | 4 січня 2023                | Знищений підрозділом зенітних ракетних військ Повітряних Сил ЗС України в період від 11:00 до 16:00 в повітряному просторі України на східному напрямку. |
| 522             | Військовий вертоліт                           | 2 січня 2023                | Збитий в повітряному просторі України. |
| 2022            |                                               |                             | |
| 521             | Військовий вертоліт                           | 30 грудня 2022              | Збитий в повітряному просторі України. |
| 520             | Військовий вертоліт                           | 28 грудня 2022              | Збитий в повітряному просторі України. |
| 519             | Військовий літак                              | 21 грудня 2022              | Збитий в повітряному просторі України. |
| 518             | Військовий літак                              | 20 грудня 2022              | Збитий в повітряному просторі України. |
| 517             | Військовий вертоліт                           | 20 грудня 2022              | Збитий в повітряному просторі України. |
| 516 515         | Мі-8                                          | 19 грудня 2022              | Збиті близько 12:30 в повітряному просторі України над Донеччиною. |
| 514             | Ту-95МС                                       | 5 грудня 2022               | Пошкоджений в результаті атаки з повітря безпілотного літального апарата на аеродромі бази "Енгельс-1" в Саратовській області (РФ). |
| 513             | Ту-22М3 (реєс. ном. RF-34110) ("02" червоний) | 5 грудня 2022               | Пошкоджений в результаті атаки з повітря безпілотного літального апарата на військовій базі "Дігілево" в Рязанській області (РФ). |
| 512             | Ка-52 «Алігатор»                              | 4 грудня 2022               | Збитий близько 14:00 підрозділом Дніпровської зенітної ракетної бригади ПвК «Схід» в повітряному просторі України. |
| 511             | Су-34                                         | 3 грудня 2022               | Збитий з ПЗРК розрахунком підрозділу ДПСУ в повітряному просторі України поблизу м. Бахмуту на Донеччині. |
| 510             | Військовий вертоліт                           | 2 грудня 2022               | Збитий в повітряному просторі України. |
| 509             | Військовий вертоліт                           | 1 грудня 2022               | Збитий в повітряному просторі України у Куп'янському районі Харківської області. |
| 508 507         | Військовий літак                              | 28 листопада 2022           | Збиті в повітряному просторі України. За інформацією Генштабу ЗС України, Силами оборони України було знищено ворожі літаки Су-25 та Су-24. |
| 506             | Су-24                                         | 13 листопада 2022           | Збитий в повітряному просторі України на Бахмутському напрямку. |
| 505             | Мі-8                                          | 10 листопада 2022           | Згідно повідомлення Генерального штабу ЗС України, вертоліт був збитий Силами оборони України в повітряному просторі України в районі населеного пункту Дніпровка Запорізької області. |
| 504             | Ка-52 «Алігатор»                              | 10 листопада 2022           | Згідно повідомлення Луганської ОВА, ворожий гелікоптер був збитий Силами оборони в повітряному просторі України на Луганщині. |
| 503             | Су-25                                         | 7 листопада 2022            | Збитий близько 09:30, в повітряному просторі України на Херсонщині підрозділом Херсонської зенітної ракетної бригади ПвК «Південь». За даними Генерального штабу Збройних Сил України, цей літак став 278 бойовим літаком армії Росії, який українські військові збили за час російського вторгнення в Україну в 2022 році.                                                              |
| 502 501         | Ка-52 «Алігатор»                              | 4 листопада 2022            | Згідно повідомлення служби зв’язків з громадськістю повітряного командування «Південь», збиті пізно ввечері силами та засобами підрозділу ПвК «Південь» в повітряному просторі України на Херсонщині. |
| 500             | Військовий літак                              | 1 листопада 2022            | Збитий в повітряному просторі України. |
| 499             | Мі-8                                          | 1 листопада 2022            | Згідно повідомлення Повітряних Сил ЗС України, вертоліт був збитий о 09:00, зенітним ракетним підрозділом ПвК «Схід» в повітряному просторі України на Донеччині. |
| 498             | Військовий літак                              | 31 жовтня 2022              | Збитий в повітряному просторі України. |
| 497             | Мі-8                                          | 31 жовтня 2022              | Збитий зенітно-ракетним дивізіоном 54 ОМБр в небі України на адміністративному кордоні Донецької та Луганської областей. За окремими відомостями, російський вертоліт Мі-8 перебував у розпорядженні ПВК "Вагнер". |
| 496 495         | Ка-52 «Алігатор»                              | 31 жовтня 2022              | Збиті підрозділом 160 ЗРБР ПвК «Південь» протягом трьох хвилин (з 18:45 по 18:48) в повітряному просторі України над Бериславським районом Херсонської області. |
| 494             | Ка-52 «Алігатор»                              | 31 жовтня 2022              | Збитий в повітряному просторі України на Херсонщині, - про це повідомила Служба зв’язків з громадськістю повітряного командування "Південь". |
| 493             | Військовий вертоліт (ударний)                 | 30 жовтня 2022              | Збитий приблизно о 16:00 силами та засобами протиповітряної оборони ПвК «Схід» в Харківській області. |
| 492             | Су-25                                         | 30 жовтня 2022              | Збитий близько 08.00 на південному напрямку зенітним ракетним підрозділом Повітряних Сил ЗС України. |
| 492             | Військовий літак                              | 29 жовтня 2022              | Збитий в повітряному просторі України. |
| 491             | Військовий літак                              | 28 жовтня 2022              | Збитий в повітряному просторі України. |
| 490             | Військовий вертоліт                           | 28 жовтня 2022              | Збитий в повітряному просторі України. |
| 489             | Су-25                                         | 27 жовтня 2022              | Збитий в повітряному просторі України. |
| 488             | Ка-52 «Алігатор»                              | 27 жовтня 2022              | Збитий в повітряному просторі України. |
| 487             | Військовий вертоліт                           | 27 жовтня 2022              | Збитий в повітряному просторі України. |
| 486             | Ка-52 «Алігатор»                              | 26 жовтня 2022              | Збитий близько 17:00, в повітряному просторі України в Бериславському районі Херсонської області підрозділом 160 ЗРБР ПвК «Південь». |
| 485             | Військовий літак                              | 24 жовтня 2022              | Збитий в повітряному просторі України. |
| 484 ... 482     | Ка-52 «Алігатор»                              | 24 жовтня 2022              | Третій за добу вертоліт було збито близько 21:30, в Бериславському районі Херсонської області, підрозділом Херсонської зенітної ракетної бригади ПвК «Південь», про це повідомило Командування Повітряних Сил ЗС України. Два російські вертольоти Ка-52 були збиті також на Херсонщині 24 жовтня протягом півгодини.                                                                    |
| 481             | Ка-52 «Алігатор»                              | 22 жовтня 2022              | Збитий близько 16:00, в повітряному просторі України на південному напрямку ракетним підрозділом ПвК «Центр». |
| 480             | Ка-52 «Алігатор»                              | 22 жовтня 2022              | Збитий близько 12:00, в повітряному просторі України в Бериславському районі Херсонської області підрозділом 160 ЗРБР ПвК «Південь». |
| 479             | Су-25                                         | 21 жовтня 2022              | Збитий близько 16:00 підрозділом 160 ЗРБР ПвК «Південь» в Баштанському районі Миколаївської області. |
| 478             | Ка-52 «Алігатор»                              | 19 жовтня 2022              | Збитий близько 10:30, в повітряному просторі України в Бериславському районі Херсонської області підрозділом Херсонської зенітної ракетної бригади ПвК «Південь» Повітряних Сил ЗС України. |
| 477             | Су-25                                         | 18 жовтня 2022              | Збитий близько 09:00, підрозділом Херсонської зенітної ракетної бригади ПвК «Південь» в повітряному просторі України на Херсонщині. |
| 476 475         | Військовий вертоліт / helicopters             | 14 жовтня 2022              | Збиті підрозділами протиповітряної оборони в повітряному просторі України. |
| 474             | Військовий літак                              | 10 жовтня 2022              | Збитий в повітряному просторі України. |
| 473             | Су-25                                         | 9 жовтня 2022               | Збитий в повітряному просторі України на Запоріжжі. |
| 472             | Су-25                                         | 9 жовтня 2022               | Збитий об 11:00 в повітряному просторі України на Миколаївщині. |
| 471             | Військовий вертоліт / helicopters             | 8 жовтня 2022               | Збитий в повітряному просторі України. |
| 470             | Су-34                                         | 8 жовтня 2022               | Збитий в повітряному просторі України на сході України. |
| 469             | Ка-52 «Алігатор»                              | 7 жовтня 2022               | Збитий близько 08:00 в повітряному просторі на півдні України силами та засобами зенітного ракетного підрозділу ПвК «Центр». |
| 468             | Військовий вертоліт / helicopters             | 6 жовтня 2022               | Збитий в повітряному просторі України. |
| 467 466         | Військовий вертоліт / helicopters             | 4 жовтня 2022               | Збиті в повітряному просторі України. |
| 465             | Мі-8                                          | 4 жовтня 2022               | Згідно повідомлення ОК «Південь», ворожий вертоліт був збитий на Херсонщині. |
| 464             | Мі-24                                         | 4 жовтня 2022               | Згідно повідомлення ОК «Південь», ворожий вертоліт був збитий на Херсонщині. |
| 463             | Військовий літак                              | 3 жовтня 2022               | Збитий в повітряному просторі України. |
| 462             | Військовий літак                              | 2 жовтня 2022               | Збитий в повітряному просторі України. |
| 461             | Військовий вертоліт / helicopters             | 2 жовтня 2022               | Збитий в повітряному просторі України. |
| 460             | Су-34 (реєс. ном. RF-81852)                   | 2 жовтня 2022               | Уламки російського бойового літака, про збиття якого раніше не було відомо, були знайдені у звільненому м. Лимані Донецької області. |
| 459             | Військовий вертоліт / helicopters             | 1 жовтня 2022               | Збитий в повітряному просторі України. В той же час, угруповання Об’єднаних сил повідомило, що "підрозділами протиповітряної оборони на сході України за минулу добу знищено 2 вертольоти Ка-52...". Також було показано відео збиття двох ворожих гелікоптерів Ка-52 на сході країни 1 жовтня.                                                                                          |
| 458             | Військовий літак                              | 1 жовтня 2022               | При посадці на військовому аеродромі Бельбек літак вийшов за межі злітно-посадкової смуги та спалахнув. В результаті пожежі стався частковий підрив боєкомплекту, пілот встиг евакуюватися. |
| 457             | Ка-52 «Алігатор»                              | 30 вересня 2022             | Збитий близько 21:30 в Бериславському районі Херсонської області силами та засобами протиповітряної оборони ПвК «Південь» |
| 456             | Військовий вертоліт / helicopters             | 29 вересня 2022             | Збитий в повітряному просторі України. |
| 455 454         | Су-25                                         | 29 вересня 2022             | Згідно повідомлення Командування Повітряних Сил ЗС України, російські штурмовики було збито орієнтовно о 17:00 силами і засобами підрозділу 160 ЗРБР в Баштанському районі на Миколаївщині. |
| 543             | Су-25                                         | 27 вересня 2022             | Згідно повідомлення пресслужби Командування Повітряних Сил ЗС України, російський штурмовик було збито близько 13:30 силами і засобами підрозділу 160 ЗРБР у Миколаївській області. |
| 452             | Військовий літак                              | 26 вересня 2022             | Збитий в повітряному просторі України. |
| 451 ... 449     | Військовий вертоліт / helicopters             | 25 вересня 2022             | Збиті в повітряному просторі України. |
| 448             | Су-25                                         | 25 вересня 2022             | Згідно повідомлення Командування Повітряних Сил ЗС України, російський штурмовик Су-25 було збито близько 17:00 силами і засобами підрозділу 160 ЗРБР на Херсонщині. |
| 447             | Мі-8                                          | 25 вересня 2022             | Згідно повідомлення Командування Повітряних Сил ЗС України, вертоліт Мі-8 окупантів, який був направлений для порятунку російського пілота збитого штурмовика Су-25 з командою на борту, був збитий в повітряному просторі України на Херсонщині. |
| 446             | Ка-52 «Алігатор»                              | 24 вересня 2022             | Збитий зенітним підрозділом 92 ОМБр в повітряному просторі України на Харківщині. |
| 445             | Су-34                                         | 24 вересня 2022             | Збитий в повітряному просторі України. |
| 444             | Су-30                                         | 24 вересня 2022             | Збитий в повітряному просторі України. |
| 443             | Су-25                                         | 24 вересня 2022             | Збитий підрозділом протиповітряної оборони 25 ОПДБр в повітряному просторі України. |
| 442             | Су-30                                         | 24 вересня 2022             | Збитий підрозділом протиповітряної оборони 25 ОПДБр в повітряному просторі України. |
| 441             | Військовий літак                              | 23 вересня 2022             | Збитий в повітряному просторі України у Бериславському районі Херсонської області. |
| 440             | Мі-8                                          | 23 вересня 2022             | Збитий в повітряному просторі України у Миколаївському районі Миколаївської області. |
| 439             | Військовий літак                              | 22 вересня 2022             | Збитий в повітряному просторі України. |
| 438             | Мі-8                                          | 22 вересня 2022             | Збитий ракетою ПЗРК «Ігла-1» силами підрозділу НГУ в повітряному просторі України під час нальоту авіації противника на Запорізькому напрямку. |
| 437             | Мі-24                                         | 21 вересня 2022             | Збитий в повітряному просторі України. Згідно повідомлень, російський гелікоптер Мі-24 було знищено морськими піхотинцями поблизу с. Костромки на Херсонщині. |
| 436             | Су-25                                         | 20 вересня 2022             | Збитий близько 17:00 зенітним ракетним підрозділом Повітряних Сил ЗС України на Херсонщині. |
| 435             | Су-25                                         | 19 вересня 2022             | Російський штурмовик Су-25 було збито близько 08:00 зенітним ракетним підрозділом Повітряних Сил ЗС України на Херсонщині. |
| 434             | Військовий літак                              | 17 вересня 2022             | Збитий в повітряному просторі України. |
| 433             | Су-25                                         | 16 вересня 2022             | Згідно повідомлення Командування Повітряних Сил ЗС України, російський штурмовик Су-25 було збито о 08:30 підрозділом 160 ЗРБР на Херсонщині. |
| 432             | Військовий вертоліт / helicopters             | 15 вересня 2022             | Збитий в повітряному просторі України. |
| 431             | Су-25                                         | 14 вересня 2022             | Згідно повідомлення Командування Повітряних Сил ЗС України, російський штурмовик Су-25 було збито на східному напрямку, а всього від початку російського вторгнення в Україну - знищено 250 літаків та 215 вертольотів ворога. |
| 430 ... 428     | Су-24                                         | 14 вересня 2022             | Згідно повідомлення Командування Повітряних Сил ЗС України, ворожі літаки були збиті на півдні країни. |
| 427 426         | Військовий вертоліт / helicopters             | 13 вересня 2022             | Збиті в повітряному просторі України, в тому числі, один з них, Мі-8 - на Херсонському напрямку. |
| 425             | Су-24                                         | 13 вересня 2022             | Згідно повідомлення Командування Повітряних Сил ЗС України, російський бомбардувальник Су-24 було збито підрозділом 160 ЗРБР на Херсонщині. |
| 424             | Су-25                                         | 13 вересня 2022             | Згідно повідомлення Командування Повітряних Сил ЗС України, російський штурмовик Су-25 було збито підрозділом 11 зрп на Донеччині. |
| 423             | Військовий літак                              | 12 вересня 2022             | Збитий в повітряному просторі України. |
| 422             | Військовий літак                              | 11 вересня 2022             | Збитий в повітряному просторі України. |
| 421 ... 419     | Військовий літак                              | 10 вересня 2022             | Збиті в повітряному просторі України. |
| 418             | Військовий вертоліт                           | 10 вересня 2022             | Збитий в повітряному просторі України. |
| 417             | Військовий вертоліт                           | 9 вересня 2022              | Збитий в повітряному просторі України. |
| 416             | Ка-52 «Алігатор»                              | 8 вересня 2022              | Збитий зенітним ракетним підрозділом Повітряних Сил ЗС України в повітряному просторі України. |
| 415 414         | Су-25                                         | 7 вересня 2022              | Згідно повідомлення пресцентру ДШВ ЗС України, літаки були збиті підрозділами протиповітряної оборони 25 ОПДБр та 80 ОДШБр в одному з районів виконання завдань. |
| 413             | Мі-24                                         | 7 вересня 2022              | Збитий в повітряному просторі України. Згідно повідомлення пресцентру ДШВ ЗС України, російський ударний вертоліт Мі-24 був збитий підрозділом протиповітряної оборони 80 ОДШБр. |
| 412             | Ка-52 «Алігатор»                              | 7 вересня 2022              | Збитий близько 08:30 зенітним ракетним підрозділом Повітряних Сил ЗС України в повітряному просторі України на Херсонщині. |
| 411             | Військовий літак                              | 6 вересня 2022              | Збитий в повітряному просторі України. |
| 410             | Військовий вертоліт                           | 6 вересня 2022              | Збитий в повітряному просторі України. |
| 409             | Військовий вертоліт                           | 5 вересня 2022              | Збитий в повітряному просторі України. |
| 408             | Військовий літак                              | 3 вересня 2022              | Збитий в повітряному просторі України. |
| 407             | Ка-52 «Алігатор»                              | 3 вересня 2022              | Був збитий близько 10:30 зенітними ракетними підрозділами Повітряних Сил ЗС України на Донеччині. |
| 406             | Су-25                                         | 1 вересня 2022              | Згідно повідомлення ОК «Південь» ЗС України, ворожий літак було ліквідовано над районом села Сухий Ставок Бериславського району Херсонської області. «Ушкоджений вчора в районі Сухого Ставку літак Су-25 підтверджено виведений зі складу ворожих сил», – було зазначено в повідомленні.                                                                                                |
| 405             | Військовий вертоліт                           | 31 серпня 2022              | Збитий в повітряному просторі України. |
| 404             | Військовий вертоліт                           | 29 серпня 2022              | Збиті в повітряному просторі України. |
| 403             | Військовий вертоліт                           | 28 серпня 2022              | Збиті в повітряному просторі України. |
| 402 401         | Військовий вертоліт                           | 24 серпня 2022              | Збиті в повітряному просторі України. |
| 400             | Ка-52 «Алігатор»                              | 24 серпня 2022              | Був збитий близько першої години ночі підрозділами зенітних ракетних військ Повітряних Сил ЗС України в повітряному просторі України на східному напрямку. |
| 399             | Ка-52 «Алігатор»                              | 21 серпня 2022              | Згідно повідомлення Командування Повітряних Сил ЗС України, збитий в повітряному просторі України. |
| 398             | Су-30СМ (реєс. ном. RF-81771)                 | 18 серпня 2022              | Збитий в повітряному просторі України над Харківською областю. |
| 397             | Військовий літак                              | 17 серпня 2022              | Збитий в повітряному просторі України. |
| 396             | Військовий вертоліт                           | 17 серпня 2022              | Збитий в повітряному просторі України. |
| 395             | Ка-52 «Алігатор»                              | 15 серпня 2022              | Згідно повідомлення Командування Повітряних Сил ЗС України, збитий в повітряному просторі України. |
| 394             | Ка-52 «Алігатор»                              | 15 серпня 2022              | Збитий в повітряному просторі України на Запорізькому напрямку. |
| 393             | Ка-52 «Алігатор»                              | 14 серпня 2022              | Збитий в повітряному просторі України. |
| 392             | Ка-52 «Алігатор»                              | 13 серпня 2022              | Збитий в повітряному просторі України. |
| 391 .... 383    | Військові літаки                              | 9 серпня 2022               | Знищені в результаті вибухів на військовому аеродромі "Сакі" в смт Новофедорівка (обставини — уточнюються). |
| 382             | Військовий вертоліт                           | 8 серпня 2022               | Збитий в повітряному просторі України. |
| 381             | Військовий вертоліт                           | 7 серпня 2022               | Збитий в повітряному просторі України. |
| 380             | Військовий вертоліт                           | 1 серпня 2022               | Збитий в повітряному просторі України. |
| 379             | Військовий літак                              | 30 травня 2022              | Збитий в повітряному просторі України. |
| 378             | Су-25                                         | 29 липня 2022               | Збитий з ПЗРК «Ігла» зенітним ракетним підрозділом 25 ОПДБр в повітряному просторі України на Донеччині. |
| 377             | Ка-52 «Алігатор»                              | 26 липня 2022               | Збитий російськими військовослужбовцями під час т.зв. "дружнього вогню" з власної системи протиповітряної оборони в Херсонській області. |
| 376             | Ка-52 «Алігатор»                              | 25 липня 2022               | Збитий з ПЗРК «Ігла» зенітним ракетним підрозділом 25 ОПДБр в повітряному просторі України. |
| 375             | Су-25                                         | 24 липня 2022               | Збитий з ПЗРК «Ігла» зенітним ракетним підрозділом 25 ОПДБр в повітряному просторі України. |
| 374             | Су-35                                         | 19 липня 2022               | Збитий близько 20:00 зенітним ракетним підрозділом Повітряних Сил ЗС України в повітряному просторі України в районі м. Нової Каховки на Херсонщині. |
| 373             | Су-34М                                        | 18 липня 2022               | Збитий вночі російськими військовослужбовцями в результаті т.зв. "дружнього вогню" поблизу м. Алчевська Луганської області. |
| 372             | Військовий літак                              | 14 липня 2022               | Збитий в повітряному просторі України. |
| 371 370         | Су-25                                         | 13 липня 2022               | Збиті в повітряному просторі України з ПЗРК військовослужбовцем строкової служби одного з підрозділів НГУ. В той же час, про збиття двох ворожих літаків Су-25 військовослужбовцями Центру спецоперацій «А» СБУ та Збройних Сил України на запорізькому напрямку, в районі населених пунктів Оріхів та Степове, також було повідомлено на офіційному порталі Служби безпеки України.     |
| 369             | Військовий вертоліт                           | 9 липня 2022                | Збитий підрозділом Повітряних Сил ЗС України в повітряному просторі України поблизу м. Горлівки Донецької області. |
| 368 367         | Ка-52 «Алігатор»                              | 5 липня 2022                | Збиті розрахунком ЗРК "Стріла-10" підрозділу ППО 80 ОДШБр в повітряному просторі України. |
| 366             | Військовий вертоліт                           | 2 липня 2022                | Збитий в повітряному просторі України. |
| 365             | Ка-52 «Алігатор»                              | 29 червня 2022              | Збитий і впав у воду на ділянці між островом Зміїний і Одеським газоконденсатним родовищем. |
| 364             | Військовий вертоліт                           | 28 червня 2022              | Впав на землю і загорівся в результаті технічної несправності близько 18:30 - 19:00 поблизу с. Володимирівки Мелітопольського району на Запоріжжі. |
| 363             | Військовий вертоліт                           | 28 червня 2022              | Зачепився за електричні дроти, впав на землю і вибухнув поблизу с. Новогригорівки на Херсонщині. |
| 362             | Ка-52 «Алігатор»                              | 27 червня 2022              | Збитий ракетою ПЗРК силами підрозділу протиповітряної оборони 95 ОДШБр в повітряному просторі України. |
| 361             | Ка-52 «Алігатор»                              | 26 червня 2022              | Збитий ракетою ПЗРК «Ігла» силами підрозділу протиповітряної оборони 79 ОДШБр в повітряному просторі України. |
| 360             | Військовий вертоліт                           | 24 червня 2022              | Збитий в повітряному просторі України, про це було повідомлено в добовому зведенні ГШ ЗС України про втрати ворожих військ. |
| 359             | Су-25                                         | 24 червня 2022              | Збитий ракетою ПЗРК «Ігла» силами підрозділу 79 ОДШБр в повітряному просторі України на одному з напрямків. |
| 358             | Ка-52 «Алігатор»                              | 23 червня 2022              | Збитий силами підрозділу 80 ОДШБр ракетою ПЗРК «Ігла» в повітряному просторі України. |
| 357             | Су-25                                         | 22 червня 2022              | Збитий з ПЗРК підрозділом 10 ОГШБр в повітряному просторі України поблизу м. Лисичанська. |
| 356             | Су-25                                         | 18 червня 2022              | Збитий з ПЗРК «Ігла» підрозділом 72 ОМБр в повітряному просторі України на Донеччині. Пілот катапультувався та був взятий в полон. |
| 355             | Мі-28                                         | 16 червня 2022              | Збитий в повітряному просторі України на Запоріжжі. Пілот — загинув. |
| 354             | Су-25                                         | 16 червня 2022              | Збитий в повітряному просторі України на Запоріжжі. |
| 353             | Мі-35М                                        | 16 червня 2022              | Збитий Силами ТрО ЗС України в повітряному просторі України на Харківщині, екіпаж - згорів. За іншими відомостями, вертоліт був збитий з ПЗРК «Стінгер» силами Окремого загону спеціального призначення НГУ «Азов» в Запорізькій області. |
| 352             | Мі-8                                          | 14 червня 2022              | Збитий вранці підрозділом ОК «Південь» в повітряному просторі на півдні України при атаці річкової переправи, намагаючись обмежити українські підрозділи в маневрах. |
| 351             | Ка-52 «Алігатор»                              | 13 червня 2022              | Збитий силами зенітно-ракетного підрозділу 93 ОМБр ракетою ПЗРК «Ігла» в повітряному просторі України поблизу м. Ізюму на Харківщині. |
| 350             | Су-34                                         | 12 червня 2022              | Знищений зенітним ракетним підрозділом Повітряних Сил ЗС України в повітряному просторі України поблизу м. Ізюму на Харківщині. Збитий літак упав на тимчасово окуповану територію. |
| 349             | Су-25                                         | 5 червня 2022               | Збитий підрозділом ЗС України поблизу м. Оріхіва Запорізької області. |
| 348             | Су-34                                         | 4 червня 2022               | Знищений зенітним ракетним підрозділом Повітряних Сил ЗС України в повітряному просторі України на Східному напрямку. |
| 347             | Ка-52 «Алігатор»                              | 4 червня 2022               | Збитий в повітряному просторі України. |
| 346             | Військовий вертоліт                           | 3 червня 2022               | Збитий в повітряному просторі України в небі українського Донбасу (тип ураженої цілі уточнюється). Про це повідомили в ОК “Північ”. |
| 345             | Ка-52 «Алігатор»                              | 31 травня 2022              | Збитий силами підрозділу 93 ОМБр ракетою ПЗРК «Ігла» в повітряному просторі України на Ізюмському напрямку в Харківській області. |
| 344             | Мі-35МС                                       | 30 травня 2022              | Збитий в повітряному просторі України |
| 343             | Су-35                                         | 27 травня 2022              | Збитий близько 14:00 пілотом винищувача МіГ-29 Повітряних Сил ЗС України у небі над Херсонщиною. |
| 342             | БПЛА «Орлан-10»                               | 27 травня 2022              | Збитий підрозділом Збройних Сил України в небі українського Донбасу. |
| 341             | Ка-52 «Алігатор»                              | 26 травня 2022              | Збитий підрозділом 95 ОДШБр ракетою ПЗРК «Piorun» в повітряному просторі України на Харківщині. |
| 340             | Су-25                                         | 23 травня 2022              | Збитий військовослужбовцем строкової служби підрозділу НГУ в повітряному просторі України над Запорізькою областю. |
| 339             | Су-25                                         | 22 травня 2022              | Збитий підрозділом зенітних ракетних військ зі складу Операції Об'єднаних сил в повітряному просторі України. |
| 338             | Військовий вертоліт                           | 20 травня 2022              | Збитий в повітряному просторі України (тип ураженої цілі уточнюється). |
| 337             | Військовий літак                              | 19 травня 2022              | Збитий в повітряному просторі України. |
| 336             | Су-34                                         | 18 травня 2022              | Збитий підрозділом зенітних ракетних військ Повітряних Сил ЗС України в повітряному просторі України над Харківщиною. |
| 335             | Су-25                                         | 16 травня 2022              | Збитий підрозділом зенітних ракетних військ Повітряних Сил ЗС України в повітряному просторі України. |
| 334             | Ка-52 «Алігатор»                              | 15 травня 2022              | Збитий підрозділами Повітряних Сил ЗС України в повітряному просторі України. |
| 333             | Мі-28                                         | 15 травня 2022              | Збитий підрозділом протиповітряної оборони СВ ЗС України у повітряному просторі України. |
| 332             | Військовий літак                              | 14 травня 2022              | Збитий близько 18:00 силами підрозділу зенітних ракетних військ Повітряних Сил ЗС України у небі над Харківщиною. Є 201-им військовим літаком ворога в загальному переліку знищених бортів з початку російського вторгнення в Україну (ймовірно, Су-30 або Су-34). |
| 331             | Мі-28                                         | 12 травня 2022              | Збитий підрозділом протиповітряної оборони 81 ОАЕМБр у повітряному просторі України. |
| 330             | Ка-52 «Алігатор»                              | 12 травня 2022              | Збитий у повітряному просторі України. |
| 329             | Мі-24                                         | 10 травня 2022              | Збитий підрозділом бригади десантно-штурмових військ Збройних Сил України. |
| 328             | Мі-24                                         | 9 травня 2022               | Збитий підрозділом 92 ОМБр над с. Бобрівкою Харківської області. |
| 327             | Мі-28Н                                        | 7 травня 2022               | Збитий зенітним ракетним підрозділом Повітряних Сил ЗС України в повітряному просторі України в ході відбиття російського вторгнення в Україну. |
| 326             | Су-30см                                       | 5 травня 2022               | Збитий на Східному напрямку зенітним ракетним підрозділом Повітряних Сил ЗС України в повітряному просторі України. |
| 325 324         | Су-30 (попередньо)                            | 4 травня 2022               | Збиті (уражені) зенітними ракетними підрозділами Повітряних Сил ЗС України в повітряному просторі України (попередньо винищувачі Су-30). |
| 323 322         | Су-25                                         | 30 квітня 2022              | Збиті в повітряному просторі України із застосуванням ПЗРК "Стінгер". |
| 321             | Су-25                                         | 29 квітня 2022              | Збитий підрозділом Повітряних Сил ЗС України в повітряному просторі України. За іншими відомостями, літак був збитий у Запорізькій області військовослужбовцем підрозділу НГУ, який був на чергуванні. Ним був застосований ще радянський ПЗРК «Ігла». У НГУ також зазначили, що члени екіпажу російського літака загинули.                                                              |
| 320             | Військовий літак                              | 27 квітня 2022              | Збитий силами підрозділів зенітних ракетних військ Повітряних Сил ЗС України (ймовірно, Су-34). |
| 319             | Ка-52 «Алігатор»                              | 26 квітня 2022              | Збитий в повітряному просторі України. |
| 318             | Су-25                                         | 26 квітня 2022              | Збитий в повітряному просторі України. |
| 317 316         | Військові літаки                              | 25 квітня 2022              | Збиті силами підрозділів зенітних ракетних військ Повітряних Сил ЗС України (в тому числі, попередньо, один з них - Су-34). |
| 315 ... 313     | Військові літаки                              | 23 квітня 2022              | Збиті силами підрозділів зенітних ракетних військ Повітряних Сил ЗС України (попередньо, Су-34, Су-35, Су-25). |
| 312 ... 310     | Військові вертольоти                          | 21 квітня 2022              | Збиті в повітряному просторі України (два Мі-8 та один Ка-52). |
| 309 ... 307     | Військові літаки                              | 21 квітня 2022              | Збиті в повітряному просторі України (попередньо, Су-34, Су-35, Су-25). Один зі збитих ворожих літаків на Київщині, а саме штурмовик Су-25, мав реєс. ном. RF-91961 (див. фото). |
| 306             | Ка-52 «Алігатор»                              | 19 квітня 2022              | Збитий силами та засобами підрозділу Повітряних Сил ЗС України в повітряному просторі України. |
| 305             | Су-34 (ймовірно)                              | 19 квітня 2022              | Збитий силами та засобами підрозділу Повітряних Сил ЗС України в повітряному просторі України. |
| 304             | Су-30                                         | 18 квітня 2022              | Збитий силами та засобами підрозділу Повітряних Сил ЗС України в повітряному просторі України. |
| 303             | Ка-52 «Алігатор»                              | 17 квітня 2022              | Збитий силами та засобами підрозділу Повітряних Сил ЗС України в повітряному просторі України. |
| 302 301         | Мі-24                                         | 17 квітня 2022              | Збиті силами та засобами підрозділу Повітряних Сил ЗС України в повітряному просторі України. |
| 300             | Військовий літак                              | 17 квітня 2022              | Збитий силами та засобами підрозділу Повітряних Сил ЗС України в повітряному просторі України (винищувач типу «Су»). |
| 299             | Військовий вертоліт                           | 16 квітня 2022              | Збитий силами та засобами підрозділу Повітряних Сил ЗС України в повітряному просторі України. |
| 298             | Військовий літак                              | 16 квітня 2022              | Збитий силами та засобами підрозділу Повітряних Сил ЗС України в повітряному просторі України. |
| 297             | Військовий літак                              | 15 квітня 2022              | Збитий силами та засобами підрозділу Повітряних Сил ЗС України в повітряному просторі України. |
| 296             | Ка-52 «Алігатор»                              | 15 квітня 2022              | Збитий вночі силами та засобами 93 ОМБр в повітряному просторі України. |
| 295 294         | Військовий літак                              | 13 квітня 2022              | Збиті підрозділами ЗС України в повітряному просторі України над Харківщиною. |
| 293             | Су-25                                         | 12 квітня 2022              | Збитий силами та засобами підрозділу Повітряних Сил ЗС України в повітряному просторі України (прим.: 300-та повітряна ціль з початку війни)!. |
| 292 291         | Військові вертольоти                          | 11 квітня 2022              | Збиті силами ЗС України в повітряному просторі України. |
| 290             | Військовий літак                              | 11 квітня 2022              | Збитий силами засобами підрозділу Повітряних Сил ЗС України в повітряному просторі України. |
| 289 288 287     | Військові вертольоти (Мі-24, Ка-52)           | 10 квітня 2022              | Збиті силами та засобами підрозділу протиповітряної оборони Повітряних Сил ЗС України та СВ ЗС України в повітряному просторі України. |
| 286             | Су-34                                         | 10 квітня 2022              | Збитий силами та засобами підрозділу протиповітряної оборони Повітряних Сил ЗС України та СВ ЗС України в повітряному просторі України. |
| 285             | Військовий вертоліт                           | 9 квітня 2022               | Збитий силами та засобами Повітряних Сил ЗС України в повітряному просторі України. |
| 284 ... 282     | Військові літаки                              | 9 квітня 2022               | Збиті силами та засобами Повітряних Сил ЗС України, СВ ЗС України та Десантно-штурмових військ в повітряному просторі України. |
| 281             | Су-34                                         | 8 квітня 2022               | Збитий в повітряному просторі України. |
| 280             | Су-30                                         | 8 квітня 2022               | Збитий в повітряному просторі України. |
| 279             | Су-27                                         | 8 квітня 2022               | Збитий в повітряному просторі України. |
| 278             | Су-25                                         | 8 квітня 2022               | Збитий в повітряному просторі України. |
| 277             | Су-24                                         | 8 квітня 2022               | Збитий в повітряному просторі України. |
| 276             | Мі-17                                         | 8 квітня 2022               | Збитий в повітряному просторі України. |
| 275             | Мі-24                                         | 8 квітня 2022               | Збитий в повітряному просторі України. |
| 274 273         | Ка-52 «Алігатор»                              | 8 квітня 2022               | Збиті з протитанкових ракетних комплексів "Корсар" та "Стугна-П" на Харківщині. |
| 272 271         | Мі-8                                          | 8 квітня 2022               | Збиті з протитанкових ракетних комплексів "Корсар" та "Стугна-П" на Харківщині, на бортах перебував тактичний повітряний десант противника. |
| 270             | Мі-8                                          | 8 квітня 2022               | Збитий з кулемету ДШК під час авіаційного нальоту на сході країни. |
| 269 268         | Су-34                                         | 8 квітня 2022               | Збиті військовослужбовцем 81 ОДШБр (особисто) в повітряному просторі українського Донбасу. |
| 267 266         | Військові літаки                              | 6 квітня 2022               | Збиті силами та засобами Повітряних Сил ЗС України в повітряному просторі українського Донбасу. |
| 265             | Ка-52 «Алігатор»                              | 5 квітня 2022               | Збитий з ПТРК "Стугна-П" силами 95 ОДШБр в повітряному просторі України над Харківською областю. |
| 264             | Іл-22 (літак-ретранслятор)                    | 3 квітня 2022               | Вражений силами та засобами Повітряних Сил ЗС України в повітряному просторі України. Отримав пошкодження, розгерметизовано кабіну, в результаті чого літак запросив аварійну посадку на аеродромі м. Ростова. |
| 263             | Су-35                                         | 3 квітня 2022               | Збитий силами та засобами Повітряних Сил ЗС України в повітряному просторі України. |
| 262             | Су-34                                         | 3 квітня 2022               | Збитий силами та засобами Повітряних Сил ЗС України в повітряному просторі України. |
| 261             | Військовий вертоліт                           | 2 квітня 2022               | Збитий силами та засобами Повітряних Сил ЗС України в повітряному просторі України. |
| 260 259         | Військові літаки                              | 2 квітня 2022               | Збиті силами та засобами Повітряних Сил ЗС України в повітряному просторі України (попередньо винищувачі-бомбардувальники Су-34). |
| 258             | Військовий літак                              | 31 березня 2022             | Згідно заяви голови спецслужби Великої Британії, що відповідальна за ведення радіоелектронної розвідки та за забезпечення захисту інформації органів уряду й армії (GCHQ) Джеремі Флеммінг, російські військові випадково збили один зі своїх літаків в небі Україні. |
| 257 ... 254     | Військові літаки                              | 31 березня 2022             | Збиті силами та засобами Повітряних Сил ЗС України в повітряному просторі України над Харківщиною (три бомбардувальника ворога та один винищувач). |
| 253 ... 250     | Військові літаки                              | 30 березня 2022             | Збиті силами та засобами Повітряних Сил ЗС України в повітряному просторі України. |
| 249             | Військовий літак                              | 29 березня 2022             | Збитий силами та засобами Повітряних Сил ЗС України в повітряному просторі України поблизу м. Ізюм на Харківщині. |
| 248             | Військовий вертоліт                           | 27 березня 2022             | Збитий силами та засобами Повітряних Сил ЗС України в повітряному просторі України. |
| 247 ... 245     | Військові літаки                              | 27 березня 2022             | Збиті силами та засобами Повітряних Сил ЗС України в повітряному просторі України. |
| 244             | Су-34                                         | 27 березня 2022             | Збитий силами ППО в повітряному просторі України над Харківською областю. |
| 243             | Військовий літак                              | 26 березня 2022             | Збитий силами та засобами зенітних ракетних підрозділів та засобами Повітряних Сил ЗС України в повітряному просторі України. |
| 242             | Військовий вертоліт                           | 25 березня 2022             | Уражений силами підрозділів ООС на стоянці. |
| 241 ... 239     | Військові літаки                              | 25 березня 2022             | Збиті силами та засобами зенітних ракетних підрозділів та засобами Повітряних Сил ЗС України в повітряному просторі України. |
| 238             | Су-34                                         | 24 березня 2022             | Збитий силами та засобами зенітних ракетних підрозділів та засобами Повітряних Сил ЗС України в повітряному просторі України над Харківщиною. |
| 237             | Військовий вертоліт                           | 23 березня 2022             | Збитий силами та засобами зенітних ракетних підрозділів та засобами Повітряних Сил ЗС України в повітряному просторі України. |
| 236 ... 230     | Військові літаки                              | 23 березня 2022             | Збиті силами та засобами зенітних ракетних підрозділів та засобами Повітряних Сил ЗС України в повітряному просторі України. |
| 229 228         | Військові літаки                              | 23 березня 2022             | Збиті силами та засобами зенітних ракетних підрозділів Повітряних Сил ЗС України в повітряному просторі України. |
| 227 226         | Військовий вертоліт                           | 22 березня 2022             | Збитий силами та засобами зенітних ракетних підрозділів Повітряних Сил ЗС України в повітряному просторі України. |
| 225 ... 221     | Військовий літак                              | 22 березня 2022             | Збитий силами та засобами підрозділів Повітряних Сил ЗС України в повітряному просторі України. |
| 220             | Військові літаки                              | 22 березня 2022             | Збитий в повітряному просторі України поблизу м. Маріуполя на Донеччині. |
| 219             | Військовий літак                              | 21 березня 2022             | Збитий силами ППО в повітряному просторі України поблизу м. Чугуєва на Харківщині (літак впав на території Росії). |
| 218 217         | Військові вертольоти                          | 21 березня 2022             | Збиті силами ППО в повітряному просторі України. |
| 216             | Військовий вертоліт                           | 20 березня 2022             | Збитий силами ППО в повітряному просторі України на Донбасі. |
| 215             | Су-34 (реєс. ном. RF-95070)                   | 20 березня 2022             | Збитий силами ППО в повітряному просторі України на Донбасі. |
| 214 213         | Військові вертольоти                          | 19 березня 2022             | Збиті в повітряному просторі України. |
| 212             | Ка-52 «Алігатор»                              | 19 березня 2022             | Збитий в повітряному просторі України в Бучанському районі поблизу м. Києва. |
| 211 210 209     | Військові вертольоти                          | 18 березня 2022             | Збиті в повітряному просторі України. |
| 208 207         | Військові літаки                              | 18 березня 2022             | Збиті в повітряному просторі України. |
| 206 ... 200     | Військові літаки                              | 17 березня 2022             | Збиті силами та засобами зенітних ракетних підрозділів Повітряних Сил ЗС України (всього - 5 од.) та винищувачами протиповітряної оборони (всього - 2 од.) в повітряному просторі України. |
| 199             | Ка-52 «Алігатор»                              | 17 березня 2022             | Збитий в повітряному просторі України в Бучанському районі поблизу м. Києва. |
| 198             | Військовий вертоліт                           | 16 березня 2022             | Збитий в повітряному просторі України. |
| 197             | Су-35                                         | 16 березня 2022             | Підбитий в повітряному просторі України над Київщиною. |
| 196             | Су-25                                         | 16 березня 2022             | Збитий в повітряному просторі України над Київщиною. |
| 195             | Ка-52 «Алігатор», борт. номер 76              | 16 березня 2022             | Збитий в повітряному просторі України поблизу м. Миколаєва. |
| 194             | Військовий літак (невстановленого типу        | 16 березня 2022             | Збитий ППО в повітряному просторі України. |
| 193 192         | Су-34                                         | 16 березня 2022             | Збиті ППО в повітряному просторі України. |
| 191             | Су-30СМ                                       | 16 березня 2022             | Збитий ППО в повітряному просторі України. |
| 190 189         | Су-30СМ                                       | 16 березня 2022             | Збиті в повітряному просторі України над Чорним морем під час атаки одного із селищ Одеської області. |
| 188             | Військовий вертоліт                           | 15 березня 2022             | Збитий в повітряному просторі України. |
| 187 186         | Су-34                                         | 15 березня 2022             | Збиті в повітряному просторі України. |
| 185             | Військовий літак                              | 15 березня 2022             | Збитий силами ППО СВ ЗС України в повітряному просторі України поблизу м. Харкова. |
| 184 ... 182     | Військові вертольоти                          | 15 березня 2022             | Знищені на аеродромі Чорнобаївка поблизу м. Херсону. |
| 181 ... 178     | Військові вертольоти                          | 14 березня 2022             | Збиті силами ППО в повітряному просторі України. |
| 177             | Військовий літак                              | 14 березня 2022             | Збитий силами ППО в повітряному просторі України. |
| 176 175 174     | Військові вертольоти                          | 13 березня 2022             | Збиті в повітряному просторі України. |
| 173             | Військовий літак                              | 13 березня 2022             | Збитий силами ППО ОК «Північ» в повітряному просторі України. |
| 172             | Су-25                                         | 13 березня 2022             | Збитий в повітряному просторі України на одному із стратегічних напрямків на Київщині. |
| 171             | Су-34                                         | 13 березня 2022             | Збитий в повітряному просторі України на одному із стратегічних напрямків на Київщині. |
| 170             | Су-35                                         | 13 березня 2022             | Збитий в повітряному просторі України на одному із стратегічних напрямків на Київщині. |
| 169             | Су-34                                         | 12 березня 2022             | Збитий з ПЗРК в повітряному просторі України над Ізюмським районом на Харківщині. |
| 168             | Ка-52 «Алігатор» (реєс. ном. RF-13409)        | 12 березня 2022             | Збитий в повітряному просторі України над м. Скадовськом в Херсонській області, один пілот згорів живцем. |
| 167             | Військовий вертоліт                           | 12 березня 2022             | Збитий в повітряному просторі України над м. Скадовськом в Херсонській області. |
| 166             | Військовий літак                              | 11 березня 2022             | Підбитий (з аварійною посадкою) в повітряному просторі України силами протиповітряної оборони ОК «Північ». |
| 165             | Су-34                                         | 11 березня 2022             | Збитий в повітряному просторі України силами протиповітряної оборони ОК «Північ». |
| 164 ... 161     | Військові вертольоти                          | 11 березня 2022             | Збиті засобами зенітних ракетних підрозділів Бук-М1 та С-300 системи ППО в повітряному просторі України. |
| 160             | Су-34                                         | 10 березня 2022             | Підбитий в повітряному просторі України з подальшим падінням у прикордонному з Україною місті Лунинець (Білорусь). |
| 159 158 157     | Су-25                                         | 10 березня 2022             | Збиті засобами системи ППО в повітряному просторі України. |
| 156 155         | Військові вертольоти                          | 9 березня 2022              | Збиті засобами системи ППО в повітряному просторі України. |
| 154             | Су-27                                         | 9 березня 2022              | Збитий засобами системи ППО в повітряному просторі України над м. Києвом. Літак впав у дір приватного будинку на Осокорках, пілот загинув. |
| 153 152         | Су-25                                         | 9 березня 2022              | Збиті засобами системи ППО в повітряному просторі України. |
| 151             | Військовий літак                              | 8 березня 2022              | Збитий системою ПЗРК «Стінгер» в повітряному просторі України над смт Білозерка на Херсонщині. |
| 150 149         | Військові літаки                              | 7 березня 2022              | Збиті під час нальотів на м. Київ в ході відбиття російського вторгнення в Україну. |
| 148             | Військовий літак (винищувач)                  | 7 березня 2022              | Збитий в повітряному просторі України над м. Попасною на Луганщині. |
| 147             | Військовий вертоліт                           | 7 березня 2022              | Збитий в повітряному просторі України над м. Вишгородом в ході відбиття російського вторгнення в Україну. |
| 146 ... 116     | Військові вертольоти                          | 7 березня 2022              | Знищені в ніч на 7 березня на Чорнобаївському аеродромі поблизу м. Херсону в ході відбиття російського вторгнення в Україну. |
| 115             | Військовий літак (винищувач)                  | 6 березня 2022              | Збитий за допомогою ПЗРК підрозділу НГУ в повітряному просторі України над м. Харковом в районі ХАЗ. Пілот ворожої машини катапультуватись не встиг і загинув на місці, літак упав у районі Куліничів. |
| 114             | Військовий літак                              | 6 березня 2022              | Збитий засобами системи ППО в повітряному просторі України над Чорним морем поблизу м. Одеси. |
| 113             | Су-25                                         | 6 березня 2022              | Збитий засобами системи ППО в повітряному просторі України над м. Харковом. |
| 112 ... 109     | Військові вертольоти                          | 5 березня 2022              | Збиті протягом дня в повітряному просторі України в ході відбиття російського вторгнення в Україну. Згідно повідомлення командувача ВМС ЗС України Олексія Неїжпапи, чотири вертольоти російських нацистів були збиті сьогодні на Миколаївщині морськими піхотинцями ВМС України разом із військовослужбовцями одного з підрозділів СВ ЗС України. Троє з них - знищив лише один морпіх. |
| 108             | Су-25                                         | 5 березня 2022              | Збитий військовослужбовцем ВМС ЗС України поблизу м. Очакова в ході відбиття російського вторгнення в Україну. |
| 107 106         | Су-30СМ                                       | 5 березня 2022              | Збиті близько 15:00 засобами ППО на території Одеської області в ході відбиття російського вторгнення в Україну. "Один з винищувачів упав у море неподалік Одеси. Другий упав на півночі області", - про це повідомив голова Одеської обласної військової держадміністрації Максим Марченко.                                                                                             |
| 105             | Су-34                                         | 5 березня 2022              | Збитий військовослужбовцями оперативного командування «Північ» СВ ЗС України. |
| 104             | Су-34                                         | 5 березня 2022              | Збитий в повітряному просторі України над м. Черніговом. Згідно повідомлення ДПСУ, ворожий літак був поцілений і збитий з мисливської рушниці пересічним чернігівським пенсіонером. |
| 103             | Військовий вертоліт                           | 5 березня 2022              | Збитий засобами ПЗРК в повітряному просторі України в ході відбиття російського вторгнення в Україну. |
| 102 101         | Військові вертольоти                          | 4 березня 2022              | Збиті в повітряному просторі України в ході відбиття російського вторгнення в Україну. |
| 100 99          | Су-25, Су-35                                  | 4 березня 2022              | Збиті протиповітряними засобами ПЗРК «Ігла» в Чернігівській області. Один з них впав в районі Корюковки-Мени, інший (Су-35) – на околицях м. Чернігова. Су-35 був збитий в боях за Чернігів на околицях міста за допомогою ПЗРК «Ігла-1», 1985 року випуску, капітаном ЗС України Сергієм Чижиковим.                                                                                     |
| 98              | Військовий літак                              | 4 березня 2022              | Збитий зенітними засобами військового корабля ВМС ЗС України в ході відбиття російського вторгнення в Україну. |
| 97              | Мі-8                                          | 4 березня 2022              | Збитий протиповітряними засобами 54 омбр поблизу м. Волновахи в ході намагання проведення евакуації пілота збитого за декілька годин до цього, літака Су-25. |
| 96              | Су-25                                         | 4 березня 2022              | Збитий протиповітряними засобами 54 омбр у небі над Волновахою в ході відбиття російського вторгнення в Україну. |
| 95 ... 66       | Військові вертольоти                          | 3 березня 2022              | Згідно повідомлення Глави Миколаївської обласної державної адміністрації Віталія Кіма, вертольоти були знищені протягом 2-3 березня на аеродромі на Миколаївщині. |
| 65              | Су-25                                         | 3 березня 2022              | Збитий засобами системи ППО над селищем Затока поблизу м. Білгород-Дністровського в ході повітряної атаки ворожого літака на село Біленьке Одеської області. |
| 64              | Су-34                                         | 3 березня 2022              | Збитий засобами системи ППО Повітряних Сил ЗС України в повітряному просторі на м. Києвом в районі автодрому "Чайка". |
| 63              | Су-30СМ                                       | 3 березня 2022              | Збитий поблизу м. Ірпіня в ході відбиття російського вторгнення в Україну. |
| 62 61           | Військові вертольоти                          | 2 березня 2022              | Збиті протягом дня підрозділами Повітряних Сил ЗС України під час нальотів на міста України в ході відбиття російського вторгнення в Україну. |
| 60 59           | Військові літаки (винищувачі)                 | 2 березня 2022              | Збиті протягом дня підрозділами Повітряних Сил ЗС України під час нальотів на міста України в ході відбиття російського вторгнення в Україну. |
| 58              | Су-25                                         | 2 березня 2022              | Збитий поблизу м. Ірпіня в ході відбиття російського вторгнення в Україну. |
| 57              | Су-30                                         | 1 березня 2022              | Збитий засобами 2-х зенітно-артилерійських розрахунків НГУ та підрозділами ППО (ракетний комплекс "Бук М-1") Повітряних Сил ЗС України в ході відбиття російського вторгнення в Україну. |
| 56              | Військовий вертоліт                           | 1 березня 2022              | Збитий протягом дня авіацією Повітряних Сил ЗС України в ході відбиття російського вторгнення в Україну. |
| 55 54           | Су-35С                                        | 1 березня 2022              | Збиті протягом дня авіацією та комплексами С–300 Повітряних Сил ЗС України в ході відбиття російського вторгнення в Україну. |
| 53              | Військовий вертоліт                           | 28 лютого 2022              | Збитий на Київщині зенітним ракетним комплексом Бук М-1 підрозділу Повітряних Сил ЗС України під час нальотів в ході відбиття російського вторгнення в Україну. |
| 52 51 50        | Військові літаки (винищувачі)                 | 28 лютого 2022              | Збиті протягом дня зенітними ракетними дивізіонами С-300 Повітряних Сил ЗС України під час нальотів на міста Васильків та Бровари на Київщині в ході відбиття російського вторгнення в Україну. |
| 49 48           | Військові літаки (винищувачі)                 | 28 лютого 2022              | Збиті протягом дня авіацією Повітряних Сил ЗС України під час нальотів на міста Васильків та Бровари на Київщині в ході відбиття російського вторгнення в Україну. |
| 47 46           | Військові вертольоти                          | 27 лютого 2022              | Збиті протягом дня авіацією Повітряних Сил ЗС України в ході відбиття російського вторгнення в Україну. |
| 45 ... 42       | Військові літаки                              | 27 лютого 2022              | Збиті протягом дня авіацією Повітряних Сил ЗС України в ході відбиття російського вторгнення в Україну. |
| 41              | Військовий літак                              | 27 лютого 2022              | Збитий зенітним ракетним комплексом Повітряних Сил ЗС України за 150 км від м. Миколаєва в ході відбиття російського вторгнення в Україну, про це повідомив голова Миколаївської ОДА Віталій Кім. |
| 40              | Військовий літак                              | 27 лютого 2022              | Збитий поблизу м. Маріуполя в ході відбиття російського вторгнення в Україну, про це повідомив радник голови Офісу Президента Олексій Арестович Олексій Арестович. |
| 39 ... 29       | Військові вертольоти                          | 26 лютого 2022              | Збиті протягом доби (11 вертольотів різних типів) в ході відбиття російського вторгнення в Україну. |
| 28              | Су-25 (штурмовик)                             | 26 лютого 2022              | Збитий в ході відбиття російського вторгнення в Україну. |
| 27              | Су-25 (штурмовик)                             | 26 лютого 2022              | Збитий в ході відбиття російського вторгнення в Україну. |
| 26              | Су-30СМ                                       | 26 лютого 2022              | Збитий в ході відбиття російського вторгнення в Україну. |
| 25              | Су-30СМ                                       | 26 лютого 2022              | Збитий в ході відбиття російського вторгнення в Україну. |
| 24              | Су-30СМ                                       | 26 лютого 2022              | Збитий в повітряному просторі над м. Чорним морем на підступах до м. Одеси в ході відбиття російського вторгнення в Україну. |
| 23              | Іл-76МД                                       | 26 лютого 2022              | Згідно повідомлень ЗМІ, важкий військово-транспортний літак з російським десантом було збито о 03:00 в повітряному просторі над м. Біла Церква на Київщині. |
| 22              | Іл-76МД                                       | 26 лютого 2022              | Згідно повідомлення, підтвердженого головнокомандувачем ЗС України Валерієм Залужним, важкий військово-транспортний літак з російським десантом було збито близько 00:30 поблизу військового аеродрому в м. Василькові на Київщині. |
| 21              | Військовий вертоліт                           | 25 лютого 2022              | Збитий близько опівночі в районі проведення ООС зенітним ракетним комплексом С-300 підрозділу Повітряних Сил ЗС України в ході відбиття російського вторгнення в Україну. |
| 20              | Су-25 (штурмовик)                             | 25 лютого 2022              | Збитий близько опівночі в районі проведення ООС зенітним ракетним комплексом С-300 підрозділу Повітряних Сил ЗС України в ході відбиття російського вторгнення в Україну. |
| 19              | Су-25 (штурмовик)                             | 25 лютого 2022              | Збитий українськими військовими льотчиками в ході відбиття російського вторгнення в Україну поблизу м. Калинівки у Вінницькій області. |
| 18 17           | Військові літаки                              | 25 лютого 2022              | Збиті системами ППО в ході відбиття російського вторгнення в Україну, про це повідомив Головнокомандувач ЗС України Валерій Залужний. |
| 16              | Су-35                                         | 25 лютого 2022              | Збитий українським літаком МіГ-29 в повітряному просторі над м. Харковом в ході відбиття російського вторгнення в Україну. |
| 15              | Військовий літак                              | 25 лютого 2022              | Збитий близько 08:30 поблизу с. Вознесенське Золотоніського району на Черкащині в ході відбиття російського вторгнення в Україну. Пілот катапультувався та взятий в полон. |
| 14              | Су-27                                         | 25 лютого 2022              | Збитий вночі в повітряному просторі над м. Києвом в ході відбиття російського вторгнення в Україну, пілот літака затриманий. |
| 13              | Ка-52 «Алігатор»                              | 24 лютого 2022              | Збитий над колишньою приватною резиденцією Межигір'я в с. Нові Петрівці Вишгородського району Київської області в ході відбиття російського вторгнення в Україну. |
| 12 ... 10       | Військові вертольоти                          | 24 лютого 2022              | Збиті біля аеропорту Гостомель в ході відбиття російського вторгнення в Україну. |
| 9               | Мі-24 (реєс. ном. RF-95290)                   | 24 лютого 2022              | Збитий над акваторією Київського водосховища в ході відбиття російського вторгнення в Україну. |
| 8 7             | Військові вертольоти                          | 24 лютого 2022              | Збиті в ході відбиття російського вторгнення в Україну. |
| 6               | Су-25 (штурмовик)                             | 24 лютого 2022              | Збитий пілотом літака МіГ-29 Повітряних Сил ЗС України в ході відбиття російського вторгнення в Україну. |
| 5               | Су-25 (штурмовик)                             | 24 лютого 2022              | Збитий пілотом літака МіГ-29 Повітряних Сил ЗС України в ході відбиття російського вторгнення в Україну. |
| 4               | МіГ-29                                        | 24 лютого 2022              | Збитий пілотом літака МіГ-29 Повітряних Сил ЗС України в ході відбиття російського вторгнення в Україну. |
| 3               | Су-27                                         | 24 лютого 2022              | Збитий пілотом літака МіГ-29 Повітряних Сил ЗС України в ході відбиття російського вторгнення в Україну. |
| 2               | Су-35                                         | 24 лютого 2022              | Збитий пілотом літака МіГ-29 Повітряних Сил ЗС України в ході відбиття російського вторгнення в Україну. |
| 1               | Су-35                                         | 24 лютого 2022              | Збитий пілотом літака МіГ-29 Повітряних Сил ЗС України в ході відбиття російського вторгнення в Україну. |

## ВМС

### Україна
| №  | Назва                        | Світлина | Дата захоплення                               | Обставини захоплення |
| -- | ---------------------------- | -------- | --------------------------------------------- | --- |
| 1  | U01 «Запоріжжя»              |          | 21 березня 2014                               | Захоплений штурмом російськими військами. |
| 2  | U205 «Луцьк»                 |          | 26 березня 2014                               | Захоплений російськими військами. |
| 3  | U208 «Хмельницький»          |          | 26 березня 2014                               | Захоплений російськими військами |
| 4  | U209 «Тернопіль»             |          | 26 березня 2014                               | Захоплений російськими військами. 20.07.2023 року, під час навчань ЧФ ВМФ (РФ), корабель в якості плавучої мішені, був потоплений протикорабельними ракетами |
| 5  | U155 «Придніпров'я»          |          | 26 березня 2014                               | Захоплений російськими військами |
| 6  | U310 «Чернігів»              |          | 26 березня 2014                               | Захоплений російськими військами |
| 7  | U311 «Черкаси»               |          | 26 березня 2014                               | Захоплений російськими військами |
| 8  | U402 «Костянтин Ольшанський» |          | 26 березня 2014                               | Захоплений російськими військами |
| 9  | U510 «Славутич»              |          | 26 березня 2014                               | Захоплений російськими військами |
| 10 | U705 «Кременець»             |          | 26 березня 2014                               | Захоплений російськими військами |
| 11 | U240 «Феодосія»              |          | 26 березня 2014                               | Захоплений російськими військами |
| 12 | U635 «Сквира»                |          | 26 березня 2014                               | Захоплений російськими військами |
| 13 | U953 «Дубно»                 |          | 26 березня 2014                               | Захоплений російськими військами |
| 14 | U954                         |          | 26 березня 2014                               | Захоплений російськими військами |
| 15 | U802 «Каланчак»              |          | 26 березня 2014                               | Захоплений російськими військами |
| 16 | U706 «Ізяслав»               |          | 26 березня 2014                               | Захоплений російськими військами |
| 17 | P190 «Слов'янськ»            |          | 3 березня 2022                                | Потоплений в результаті авіаудару російського літака ракетою Х-31 при виконанні бойового завдання з розвідки й охорони портів Одеса, Чорноморськ і Південний. Втрату патрульного катера у своїй промові з нагоди Дня Незалежності України 24 серпня 2022 року підтвердив Президент України - Верховний Головнокомандувач Збройних Сил України Володимир Зеленський. |
| 18 | U360 «Генічеськ»             |          | (дата підлягає уточненню, орієнтовно 07_2022) | Потоплений в результаті ракетного удару російської авіації під час російсько-української війни. Втрату рейдового тральника у своїй промові з нагоди Дня Незалежності України 24 серпня 2022 року підтвердив Президент України - Верховний Головнокомандувач Збройних Сил України Володимир Зеленський.                                                              |
| 19 | А500 «Донбас»                |          | 6 квітня 2022                                 | Напівзатонув біля стінки Маріупольського порту в результаті пожежі на борту під час боїв за Маріуполь. |
| 20 | P177 «Кременчук»             |          | квітень 2022                                  | Захоплений російськими загарбниками в ході бойових дій по обороні міста Маріуполь |

### Списані і захоплені
| № | Назва          | Світлина | Дата захоплення | Обставини захоплення             |
| - | -------------- | -------- | --------------- | -------------------------------- |
| 1 | U754 «Джанкой» |          | 26 березня 2014 | Захоплений російськими військами |
| 2 | U759 «Бахмач»  |          | 26 березня 2014 | Захоплений російськими військами |

### Захоплені і повернуті
| №  | Назва                   | Світлина | Дата окупації                         | Обставини захоплення                                                                           |
| -- | ----------------------- | -------- | ------------------------------------- | ---------------------------------------------------------------------------------------------- |
| 1  | U206 «Вінниця»          |          | 26 березня 2014 — 19 квітня 2014      | Захоплений російськими військами                                                               |
| 2  | U401 «Кіровоград»       |          | 26 березня 2014 — 19 квітня 2014      | Захоплений російськими військами                                                               |
| 3  | U153 «Прилуки»          |          | 26 березня 2014 — 11 квітня 2014      | Захоплений російськими військами                                                               |
| 4  | U360 «Генічеськ»        |          | 26 березня 2014 — 20 травня 2014      | Захоплений російськими військами                                                               |
| 5  | U500 «Донбас»           |          | 26 березня 2014 — 15 квітня 2014      | Захоплений російськими військами                                                               |
| 6  | U540 «Чигирин»          |          | 26 березня 2014 — 29 квітня 2014      | Захоплений російськими військами                                                               |
| 7  | U541 «Сміла»            |          | 26 березня 2014 — 30 квітня 2014      | Захоплений російськими військами                                                               |
| 8  | U542 «Нова Каховка»     |          | 26 березня 2014 — 29 квітня 2014      | Захоплений російськими військами                                                               |
| 9  | U701 «Почаїв»           |          | 26 березня 2014 — 7 травня 2014       | Захоплений російськими військами                                                               |
| 10 | U722 «Борщів»           |          | 26 березня 2014 — 30 квітня 2014      | Захоплений російськими військами                                                               |
| 11 | U728 «Євпаторія»        |          | 26 березня 2014 — 19 квітня 2014      | Захоплений російськими військами                                                               |
| 12 | U753 «Горлівка»         |          | 26 березня 2014 — 19 квітня 2014      | Захоплений російськими військами                                                               |
| 13 | U756 «Судак»            |          | 26 березня 2014 — 19 квітня 2014      | Захоплений російськими військами                                                               |
| 14 | U760 «Фастів»           |          | 26 березня 2014 — 11 квітня 2014      | Захоплений російськими військами                                                               |
| 15 | U782 «Сокаль»           |          | 26 березня 2014 — 7 травня 2014       | Захоплений російськими військами                                                               |
| 16 | U811 «Балта»            |          | 26 березня 2014 — 19 квітня 2014      | Захоплений російськими військами                                                               |
| 17 | U812 «Сєверодонецьк»    |          | 26 березня 2014 — 3 червня 2014       | Захоплений російськими військами                                                               |
| 18 | U852 «Шостка»           |          | 26 березня 2014 — 19 квітня 2014      | Захоплений російськими військами                                                               |
| 19 | U830 «Корець»           |          | 26 березня 2014 — 20 травня 2014      | Захоплений російськими військами                                                               |
| 20 | U831 «Ковель»           |          | 26 березня 2014 — 19 квітня 2014      | Захоплений російськими військами                                                               |
| 21 | U860 «Кам'янка»         |          | 26 березня 2014 — 3 червня 2014       | Захоплений російськими військами                                                               |
| 22 | U891 «Херсон»           |          | 26 березня 2014 — 19 квітня 2014      | Захоплений російськими військами                                                               |
| 23 | U732 «Ромни»            |          | 26 березня 2014 — 30 квітня 2014      | Захоплений російськими військами                                                               |
| 24 | U733 «Токмак»           |          | 26 березня 2014 — 30 квітня 2014      | Захоплений російськими військами                                                               |
| 25 | U783 «Іллічівськ»       |          | 26 березня 2014 — 29 квітня 2014      | Захоплений російськими військами                                                               |
| 26 | U853 «Коростень»        |          | 26 березня 2014 — 7 травня 2014       | Захоплений російськими військами                                                               |
| 27 | U854 «Добропілля»       |          | 26 березня 2014 — 7 травня 2014       | Захоплений російськими військами                                                               |
| 28 | U855 «Золотоноша»       |          | 26 березня 2014 — 19 квітня 2014      | Захоплений російськими військами                                                               |
| 29 | U947 «Красноперекопськ» |          | 26 березня 2014 — 20 травня 2014      | Захоплений російськими військами                                                               |
| 30 | Катер «U659»            |          | 26 березня 2014 — червень 2014        | Захоплений російськими військами                                                               |
| 31 | Катер «U662»            |          | 26 березня 2014 — червень 2014        | Захоплений російськими військами                                                               |
| 32 | Катер «U001»            |          | 26 березня 2014 — червень 2014        | Захоплений російськими військами                                                               |
| 33 | Катер «U962»            |          | 26 березня 2014 — червень 2014        | Захоплений російськими військами                                                               |
| 34 | А947 «Яни Капу»         |          | 25 листопада 2018 — 18 листопада 2019 | Захоплений росіянами в районі Керченської протоки під час переходу з Одеси до Азовського моря. |
| 35 | P175 «Бердянськ»        |          | 25 листопада 2018 — 18 листопада 2019 | Захоплений росіянами в районі Керченської протоки під час переходу з Одеси до Азовського моря. |
| 36 | P176 «Нікополь»         |          | 25 листопада 2018 — 18 листопада 2019 | Захоплений росіянами в районі Керченської протоки під час переходу з Одеси до Азовського моря. |

### Російська Федерація
| №     | Назва                                                            | Світлина | Дата знищення     | Обставини знищення |
| ----- | ---------------------------------------------------------------- | -------- | ----------------- | --- |
| 1     | ПЧК «Очаков»                                                     |          | 5 березня 2014    | Самозатоплений біля входу в озеро Донузлав, перегородивши вихід в море кораблям Південної військово-морської бази ВМС ЗС України. |
| 2     | РБС «Шахтер»                                                     |          | 5 березня 2014    | Самозатоплений біля входу в озеро Донузлав, перегородивши вихід в море кораблям Південної військово-морської бази ВМС ЗС України. |
| 3     | ПК «ВМ 416»                                                      |          | 6 березня 2014    | Самозатоплений біля входу в озеро Донузлав, перегородивши вихід в море кораблям Південної військово-морської бази ВМС ЗС України. |
| 4     | невідомий                                                        |          | 13 березня 2014   | Самозатоплений біля входу в озеро Донузлав, перегородивши вихід в море кораблям Південної військово-морської бази ВМС ЗС України. |
| 5     | Патрульний корабель «Василь Биков» (проєкт 22160)                |          | 7 березня 2022    | Уражений і потоплений підрозділами берегової артилерії ВМС ЗС України ракетним залпом з узбережжя поблизу м. Одеси. |
| 6     | Малий артилерійський корабель, шифр «Буян-М» (проєкт 21630)      |          | 7 березня 2022    | Пошкоджений підрозділом берегової артилерії ВМС ЗС України ракетним залпом з узбережжя поблизу м. Одеси. |
| 7     | ВДК «Саратов» (проєкт 1171)                                      |          | 24 березня 2022   | Уражений і потоплений в результаті ракетного удару по російській базі в тимчасово захопленому порту м. Бердянська на Азовському морі. |
| 8     | Фрегат «Адмірал Ессен» (проєкт 11356Р)                           |          | 3 квітня 2022     | Уражений ракетою РК «Нептун» та отримав значні ушкодження в Чорному морі поблизу м. Одеси. В той же час, Генеральний штаб ЗС України підтвердив інформацію, що потопити фрегат не вдалось, він пройшов ремонт і станом на 11 липня 2022 року знову перебуває у морі та бере участь у збройній агресії проти України. |
| 9     | Ракетний крейсер «Москва» (проєкт 1164)                          |          | 14 квітня 2022    | Уражений 13 квітня 2022 року двома ракетами РК «Нептун». Внаслідок ушкоджень затонув у Чорному морі 14 квітня 2022 року. |
| 10 11 | Патрульний катер «Раптор» (проєкт 03160)                         |          | 2 травня 2022     | Знищені ударним оперативно-тактичним безпілотним комплексом Bayraktar TB2 у Чорному морі біля о. Зміїного. |
| 12    | Десантний катер «Серна» (проєкт 11770)                           |          | 7 травня 2022     | Уражений ударним оперативно-тактичним безпілотним комплексом Bayraktar TB2 у Чорному морі біля о. Зміїного. |
| 13 14 | Швидкісний десантний катер                                       |          | 1 червня 2022     | Згідно повідомлення ОК «Південь», десантні катери були знищені в акваторії Дніпровсько-Бузького лиману. |
| 15    | Рятувальне буксирне судно «Спасатель Василий Бех» (проєкт 22870) |          | 17 червня 2022    | Затонув поблизу о. Зміїного у Чорному морі в результаті ураження двома протикорабельними ракетами «Гарпун», які були запущені ЗС України. |
| 16    | Десантний катер «Д-106» (проєкт 1176)                            |          | 30 червня 2022    | Підірвався на міні, і більш за все, затонув в Азовському морі поблизу м. Маріуполя. |
| 17    | ВДК «Мінськ» (проєкт 775)                                        |          | 13 вересня 2023   | Отримав важкі пошкодження, які ймовірно не підлягають відновленню в ході ракетного удару по Севастопольському морському заводу. |
| 18    | Підводний човен «Ростов-на-Дону» (проєкт 636.3)                  |          | 13 вересня 2023   | Отримав важкі пошкодження, які більш за все, не підлягають відновленню в ході ракетного удару по Севастопольському морському заводу 13 вересня 2023 року. Остаточно затоплений в Кілен-бухті Севастополя в результаті ракетного удару в ніч на 2 серпня 2024 року. |
| 19    | Малий ракетний корабель «Аскольд» (проєкт 22800)                 |          | 4 листопада 2023  | Уражений в центральну частину корабля крилатими ракетами класу «повітря-земля» в порту тимчасово окупованого міста Керч біля причальної стінки заводу «Залив». |
| 20    | Патрульний катер «Раптор» (проєкт 03160)                         |          | 27 листопада 2023 | Розколовся навпіл та затонув в результаті непогоди в північно-західній частині Чорного моря поблизу берегів тимчасово окупованого міста Севастополя. |
| 21    | ВДК «Новочеркаськ» (проєкт 775/II)                               |          | 26 грудня 2023    | 24 березня 2022 року був уражений і отримав пошкодження в результаті ракетного удару по російській базі в тимчасово захопленому порту м. Бердянська на Азовському морі. 26 грудня 2023 року був знищений в результаті удару крилатих ракет класу «повітря-земля» по базі ворога в порту тимчасово окупованого міста Феодосії. За уточненими даними, корабель повністю вигорів і затонув. Підтверджено загибель 74 та поранення ще 27 моряків. |
| 22    | Ракетний катер Р-334 «Івановець» (проєкт 1241.1)                 |          | 1 лютого 2024     | Згідно з повідомленням пресслужби ГУР МО України, ракетний катер ЧФ РФ знищений спецпідрозділом «Group 13» ГУР МОУ поблизу озера Донузлав в Чорному морі. |
| 23    | ВДК «Цезар Куніков» (проєкт 775)                                 |          | 14 лютого 2024    | 24 березня 2022 року був уражений і отримав пошкодження в результаті ракетного удару по російській базі в тимчасово захопленому порту м. Бердянська на Азовському морі. 14 лютого 2024 року був остаточно знищений за допомогою ударних морських дронів Magura V5 та затонув в Чорному морі поблизу південного узбережжя Криму. |
| 24    | Корвет «Сергій Котов» (проєкт 22160)                             |          | 5 березня 2024    | В результаті удару о 00:50 п'яти морських дронів Magura V5, отримав пошкодження корми, правого та лівого бортів і затонув в районі Керченської протоки. ГУР МО України повідомило, що внаслідок атаки на патрульний корабель (корвет) «Сергій Котов», що призвела до знищення судна, втрати екіпажу склали: безповоротних - 7; санітарних - 6. Попередньо ворогові вдалося евакуювати 52 членів екіпажу.                                      |
| 25    | ВДК «Ямал» (проєкт 775)                                          |          | 23 березня 2024   | Був уражений і отримав пошкодження в результаті ракетного удару по російській базі в тимчасово окупованому місті Севастополі. |
| 26    | ВДК «Азов» (проєкт 775)                                          |          | 23 березня 2024   | Був уражений і отримав пошкодження в результаті ракетного удару по російській базі в тимчасово окупованому місті Севастополі. |
| 27    | Малий ракетний корабель «Серпухов» (проєкт 21631 "Буян-М")       |          | квітень 2024      | Був виведений з ладу (пошкоджений) в Балтійському морі в ході спецоперації ГУР МО України «Рибалка». |
| 28    | Патрульний катер «Мангуст» (проєкт 12150)                        |          | 6 травня 2024     | Був уражений ударним морським дроном Magura V5 у пункті базування в бухті Вузька поблизу селища Чорноморське на території тимчасово окупованого Криму. |
| 29    | Тральщик «Ковровець» (проєкт 266М)                               |          | 19 травня 2024    | В ніч на 19 травня був знищений Силами оборони України. |
| 30    | Малий ракетний корабель «Циклон» (проєкт 22800)                  |          | 19 травня 2024    | Уражений Силами оборони України поблизу Курячої пристані у тимчасово окупованому місті Севастополі. Інформацію підтвердили у зведенні Генерального штабу Збройних Сил України. |

#### Інші плавзасоби (катери, човни, пороми, буксири тощо)
| №       | Назва                                                            | Світлина | Дата знищення     | Обставини знищення |
| ------- | ---------------------------------------------------------------- | -------- | ----------------- | --- |
| 1       | Катер                                                            |          | 9 січня 2023      | Згідно з повідомленням керівника об'єднаного пресцентру Сил оборони Таврійського напрямку, Сили оборони напрямку вразили російський катер з ДРГ під час спроби висадки ворожого десанту на правий берег Дніпра в районі острова Білогрудий.                                         |
| 2       | Катер (легкомоторний)                                            |          | 23 січня 2023     | Згідно з повідомленням ОК «Південь», Сили оборони напрямку, під час спроби висадки ворожої ДРГ на Великий Потьомкінський острів в Херсонській області вразили легкомоторний цивільний катер, який російські окупанти привласнили і облаштували для військових цілей.                |
| 3 … 7   | Катер (легкомоторний)                                            |          | 30 січня 2023     | Згідно з повідомленням Генерального штабу Збройних Сил України, п'ять легкомоторних човнів з ворожими ДРГ знищені в районі островів у гирлі р. Дніпро. |
| 8 9     | Катер (легкомоторний)                                            |          | 6 лютого 2023     | Згідно з повідомленням об'єднаного координаційного прес-центру Сил оборони півдня України, два катера з ворожими ДРГ знищені в ніч з 5 на 6 лютого на Дніпрі. |
| 10 … 13 | Катер (легкомоторний)                                            |          | 28 лютого 2023    | Згідно з повідомленням об'єднаного координаційного прес-центру Сил оборони півдня України, чотири катери, які використовували ворожі диверсанти, були знищені на Кінбурнській косі.                                                                                                 |
| 14 … 16 | Катер (легкомоторний)                                            |          | 6 березня 2023    | Згідно з повідомленням пресслужби ОК «Південь», три переоблаштовані російськими окупантами цивільних моторних човни разом із ДРГ, були знищені в районі Великого Потьомкінського острова поблизу м. Херсону.                                                                        |
| 17      | Моторний човен (легкомоторний)                                   |          | 14 квітня 2023    | Згідно з повідомленням пресслужби ОК «Південь», моторний човен, який був переобладнаний під ДРГ, був знищений внаслідок влучного виконання вогневих завдань ракетно-артилерійськими підрозділами ЗС України.                                                                        |
| 18 … 22 | Моторний човен (легкомоторний)                                   |          | 15 травня 2023    | Згідно з повідомленням пресслужби ОК «Південь», човни були знищені в результаті ударів авіації Збройних Сил України в Скадовському районі на Херсонщині. |
| 23 24   | Човен                                                            |          | 27 травня 2023    | Згідно з повідомленням пресслужби ОК «Південь», цивільні човни, які були облаштовані російськими окупантами під потреби своїх ДРГ, були знищені на Херсонському напрямку. |
| 25      | Човен                                                            |          | 13 серпня 2023    | Згідно з повідомленням пресслужби ОК «Південь» човен разом з ворожою групою було знищено на лівому березі Дніпра в Херсонській області. Можливо — катер (легкомоторний). |
| 26      | Транспортно-десантний (роз'їзний) катер «Тунець» (проєкт КС-701) |          | до 3 вересня 2023 | Знищений силами морської авіації ВМС ЗС України під час спроби висадки ворожого особового складу в північно-західній частині Чорного моря. |
| 27 28   | Катер (легкомоторний)                                            |          | 6 вересня 2023    | Згідно з повідомленням пресслужби ВМС ЗС України протягом доби підрозділами ВМС ЗС України ліквідовано два катери ворога. |
| 29 … 34 | Катер (легкомоторний)                                            |          | 10 вересня 2023   | Згідно з повідомленням Об'єднаного координаційного пресцентру Сил оборони Півдня України протягом доби підрозділами ЗС України знищено шість катерів ворога, які намагалися маневрувати серед островів на тимчасово окупованому лівобережжі Херсонщини аби закріпитись на позиціях. |
| 35 … 37 | Моторний човен (легкомоторний)                                   |          | 15 вересня 2023   | Згідно з повідомленням об'єднаного пресцентру Оперативного командування «Південь», Сили оборони за добу знищили 3 російських човни. |
| 38 … 40 | Катер (легкомоторний)                                            |          | 19 вересня 2023   | Згідно з повідомленням віцепрем'єра-міністра, міністра цифрової трансформації України, спецпризначенці ЦСО «А» СБУ знищили за допомогою FPV-дронів три російські катери на Херсонщині.                                                                                              |
| 41      | Моторний човен (легкомоторний)                                   |          | 24 вересня 2023   | Згідно з повідомленням міністра внутрішніх справ України, військовослужбовці одеської 11 бригади НГУ за допомогою FPV-дрона втопили ворожий човен разом із десантом у Дніпрі. В результаті ураження човна було знищено п'ятьох загарбників.                                         |
| 42 … 44 | Човен                                                            |          | 10 січня 2024     | Згідно з повідомленням пресслужби ОК «Південь», човни, які були облаштовані російськими окупантами під маневрування у протоках, були знищені на лівобережжі Херсонської області. |
| 45      | Катер (легкомоторний)                                            |          | 15 лютого 2024    | Згідно з повідомленням Генерального штабу Збройних Сил України, аеророзвідники 73-го морського центру спеціальних операцій імені кошового отамана Антіна Головатого вразили FPV-дроном катер з російськими загарбниками.                                                            |
| 46 … 49 | Човен                                                            |          | 24 квітня 2024    | Згідно з повідомленням пресслужби Сил оборони півдня України, 24 квітня було знищено чотири ворожих човнів. |
| 50 51   | Човен                                                            |          | 21 травня 2024    | Згідно з повідомленням ДПСУ, два російські човни були знищені на півдні України в результаті влучного скидання боєприпасів із FPV-дрона прикордонників. |
| 52 53   | Транспортно-десантний (роз'їзний) катер «Тунець» (проєкт КС-701) |          | 30 травня 2024    | Знищені спецпідрозділом «Group 13» за допомогою українських ударних морських дронів «Magura V5» у акваторії Чорного моря поблизу тимчасово окупованому Криму. |
| 54 55   | Пором                                                            |          | 30 травня 2024    | Згідно повідомлення Генерального штабу Збройних Сил України, два пороми, які здійснювали залізничні та автомобільні перевезення по Керченській поромній переправі у тимчасово окупованому Криму, зазнали суттєвих пошкоджень в результаті ураження ракетами ATACMS.                 |
| 56      | Буксир типу «Сатурн» (проєкт 498)                                |          | 6 червня 2024     | Згідно повідомлення пресслужби ГУР МО України, рейдовий буксир було знищено в результаті успішного удару біля узбережжя тимчасово окупованого Криму. |
| 57 … 61 | Човен                                                            |          | 12 червня 2024    | Згідно з повідомленням речника ВМС ЗС України, на півдні України було знищено п'ять ворожих човнів. |
| 62 … 64 | Човен                                                            |          | 16 червня 2024    | Згідно з повідомленням Сил оборони півдня України, на півдні України було знищено три ворожі човни. |
| 65 … 80 | Човен                                                            |          | 10 липня 2024     | Згідно з повідомленням пресслужби ССО, оператори 73-го морського центру спеціальних операцій імені кошового отамана Антіна Головатого, під час проведення розвідки на Херсонському напрямку виявили і знищили п'ятнадцять російських човнів різних класів.                          |
| 81      | Транспортно-десантний (роз'їзний) катер «Тунець» (проєкт КС-701) |          | 9 серпня 2024     | Знищений силами спецпідрозділу Головного управління розвідки Міноборони України Group 13 за допомогою ударного морського дрона MAGURA V5 поблизу Чорноморського у Криму. Під час операції ще три плавзасоби загарбників зазнали пошкоджень, їхній тип встановлюється.               |
| 82      | Моторний човен (легкомоторний)                                   |          | 15 січня 2025     | Згідно з повідомленням пресслужби ДПСУ, моторний човен було уражено разом з екіпажем в районі виконання завдань на південному напрямку. |
| 83 … 92 | Катер (легкомоторний)                                            |          | 5 лютого 2025     | Згідно повідомлення новинного телеканалу FREEДОМ, понад 10 катерів з ворожим особовим складом були знищені у гирлі р. Дніпро поблизу населеного пункту Гола Пристань у Херсонській області.                                                                                         |
| 93      | Патрульний катер «Раптор» (проєкт 03160)                         |          | 1 квітня 2025     | Згідно з повідомленням пресслужби ГУР МО України, військовослужбовці спеціального підрозділу «Prymarу» уразили патрульний катер «Раптор» у морі поблизу тимчасово окупованого Криму.                                                                                                |
| 94      | Швидкісний транспортно-десантний катер «БК-16» (проєкт 02510)    |          | 1 квітня 2025     | Згідно з повідомленням пресслужби ГУР МО України, військовослужбовці спеціального підрозділу «Prymarу» уразили швидкісний транспортно-десантний катер БК-16 у морі поблизу тимчасово окупованого Криму.                                                                             |
| 95      | Моторний човен (легкомоторний)                                   |          | 9 червня 2025     | Згідно з повідомленням Сил оборони Півдня ЗС України, на південному напрямку було знищено ворожий човен з десантом. |
| 96      | Катер (легкомоторний)                                            |          | 24 червня 2025    | Згідно офіційного повідомлення ВМС ЗС України знищено катер ЧФ РФ з десантом, що рухався вздовж західного узбережжя Херсощини. |
| 97      | Швидкісний транспортно-десантний катер «БК-16» (проєкт 02510)    |          | 7 серпня 2025     | Згідно з повідомленням пресслужби ГУР МО України, військовослужбовці спеціального підрозділу «Prymarу» уразили швидкісний транспортно-десантний катер БК-16 у морі під час нічних заходів щодо демілітаризації Кримського півострову.                                               |